# House of Cards (série télévisée, 2013)
Cet article concerne la série télévisée américaine. Pour la série télévisée britannique, voir House of Cards.
Pour les articles homonymes, voir House of Cards.
House of Cards ou Le Château de cartes au Québec, est une série télévisée de thriller politique américaine créée par Beau Willimon. La série est notamment réalisée par David Fincher. Elle est l'adaptation de la série britannique Château de cartes, elle-même adaptée du roman de Michael Dobbs. Chaque saison comporte 13 épisodes d'environ 55 minutes, hormis la sixième et dernière avec 8 épisodes. La série traite des thèmes de la trahison, de la manipulation, du pouvoir et du pragmatisme impitoyable. 
House of Cards se déroule à Washington et s'articule autour d'un couple, les Underwood. Francis Joseph Underwood, dit Frank Underwood, (Kevin Spacey), membre du Parti démocrate, est le coordinateur de la majorité parlementaire au Congrès des États-Unis et le représentant du 5e district de Caroline du Sud. Son épouse, Claire Underwood (Robin Wright), tout aussi ambitieuse, assure la direction et le développement d'une ONG environnementale. Tout au long de la série, les Underwood manipuleront voire détruiront des personnes pour leurs propres fins. Au début de la série, Frank n'obtient pas la fonction de Secrétaire d'État (l'équivalent de ministre des affaires étrangères) qu'il espérait obtenir et élabore un plan pour conquérir le pouvoir avec l'aide de Claire. À noter que Robin Wright (Claire) est aussi réalisatrice.
House of Cards a reçu des critiques très positives et plusieurs nominations, dont 33 nominations aux Primetime Emmy Awards, notamment pour la série dramatique exceptionnelle, le meilleur acteur principal pour Spacey et la meilleure actrice principale pour Wright. La série a également obtenu 8 nominations aux Golden Globe Awards, où Wright a remporté le prix de la meilleure actrice de série télévisée dramatique de 2014 et Spacey pour le meilleur acteur de série télévisée dramatique l'année suivante.
Elle est diffusée au Québec dès le 1er février 2013 sur Netflix et en Belgique, sur BeTV à partir du 14 février 2013, et rediffusée sur La Deux à compter du 20 avril 2014. En France, les trois premières saisons ont été diffusées sur Canal+ entre le 29 août 2013 et le 16 avril 2015, elle est diffusée sur Netflix à partir du 4 mars 2016. 
En octobre 2017, alors que l'acteur principal Kevin Spacey fait l'objet d'accusations d'agression et de harcèlement sexuel, Netflix annonce que la sixième saison de la série sera la dernière. Kevin Spacey est écarté du tournage de la saison, Claire Underwood devenant l'unique et le véritable personnage principal de l'ultime saison. Ces accusations ont alors précipité la fin de la série. Les poursuites à l'encontre de Spacey sont finalement abandonnées en 2019.

## Synopsis
Francis Underwood, dit « Frank », coordinateur de la majorité démocrate au Congrès américain et représentant de l'État de Caroline du Sud, célèbre l'élection du président Garret Walker, qu'il a contribué à faire élire de manière déterminante. En contrepartie, Walker s'engage à nommer Francis secrétaire d'État dans son cabinet, (l'équivalent du ministre des Affaires étrangères en France) . Néanmoins, peu avant l'investiture du président élu, la chef de cabinet, Linda Vasquez, lui annonce que Walker n'a pas l'intention d'honorer sa promesse. Furieux, Underwood et sa femme Claire, qui comptait sur la nomination de son mari pour développer son ONG de défense de l'environnement, s'allient pour détruire ceux qui s'opposent à leurs projets.
Frank Underwood se présente alors par la suite comme un fidèle du président tandis qu'en réalité il commence secrètement à élaborer un plan pour se venger et parvenir à ses fins. Pour ce faire, il dispose de deux atouts dans sa manche : le représentant de Pennsylvanie, Peter Russo, manipulable du fait d'une vie privée dissolue, et la jeune et ambitieuse Zoe Barnes, qui travaille au Washington Herald, et qui a soif de réussir dans le journalisme. Frank Underwood est un manipulateur dénué du moindre scrupule : seule compte à ses yeux sa conquête des sommets du pouvoir.
Claire Underwood, l'épouse de Frank, dirige une ONG, Clean Water Initiative, l'entraînant sur le terrain politique par le biais du lobbying. Claire partage le pragmatisme impitoyable, l'ambition et la soif de pouvoir de son mari et, bien que tous deux très indépendants, œuvrent ensemble pour étendre leur influence.
À de nombreuses reprises, le personnage principal utilise l'aparté : il s'adresse régulièrement au spectateur en regardant la caméra, brisant ainsi le quatrième mur. Ce procédé lui permet d'exposer ses idées ou de les faire deviner au spectateur.

## Fiche technique
- Titre original et français : House of Cards
- Titre québécois : Le Château de cartes[5]
- Création : Beau Willimon
- Réalisation : David Fincher, James Foley, Joel Schumacher, Charles McDougall, Carl Franklin, Allen Coulter, John Coles, Jodie Foster, Robin Wright, Agnieszka Holland
- Scénario : Beau Willimon, Keith Huff, Rick Cleveland, Sarah Treem, Sam Forman, Kate Barnow, Gina Gionfriddo, Bill Cain, Laura Eason, Kenneth Lin, John Mankiewicz, David Manson, Bill Kennedy
- Direction artistique : Eigil Bryld
- Costumes : Derek Sullivan
- Montage : Kirk Baxter
- Musique : Jeff Beal
- Casting : Laray Mayfield, Julie Schubert
- Production : David Fincher, Kevin Spacey, Eric Roth, Andrew Davies et Michael Dobbs
- Société(s) de production : Media Rights Capital, Trigger Street Productions, Wade/Thomas Productions, Sony Pictures Télévision International.
- Société(s) de distribution : Netflix
- Pays d'origine :  États-Unis
- Langue originale : anglais
- Format : couleur - Digital Intermediate - 2,00:1 - son
- Genre : Politique, thriller
- Durée : env. 55 minutes
- Dates de première diffusion : 
  -  États-Unis /  Canada : 1er février 2013
  -  Belgique : 14 février 2013
  -  France : 29 août 2013

## Distribution

### Acteurs principaux
Note : Les acteurs sont classés en fonction du nombre d'épisodes dans lesquels ils ont joué. En vert, ils sont considérés comme faisant partie de la distribution principale de la saison, en rouge, de la distribution secondaire, en bleu, ils sont simplement invités.
| Acteur               | VF                   | VQ                                                    | Personnage                      | Saison 1   | Saison 2   | Saison 3   | Saison 4   | Saison 5   | Saison 6   |
| -------------------- | -------------------- | ----------------------------------------------------- | ------------------------------- | ---------- | ---------- | ---------- | ---------- | ---------- | ---------- |
| Kevin Spacey         | Gabriel Le Doze      | Jacques Lavallée                                      | Francis J. Underwood, dit Frank | Principal  | Principal  | Principal  | Principal  | Principal  |            |
| Robin Wright         | Juliette Degenne     | Anne Dorval                                           | Claire Underwood                | Principale | Principale | Principale | Principale | Principale | Principale |
| Michael Kelly        | Fabien Jacquelin     | Pierre Auger                                          | Douglas Stamper                 | Principal  | Principal  | Principal  | Principal  | Principal  | Principal  |
| Nathan Darrow        | Xavier Béja          | Émile Mailhiot                                        | Edward Meechum                  | Récurrent  | Principal  | Principal  | Principal  |            |            |
| Mahershala Ali       | Raphaël Cohen        | Pierre Chagnon                                        | Remy Danton                     | Récurrent  | Principal  | Principal  | Principal  |            |            |
| Derek Cecil          | Philippe Valmont     | NC                                                    | Seth Grayson                    |            | Récurrent  | Principal  | Principal  | Principal  | Principal  |
| Molly Parker         | Véronique Augereau   | Christine Séguin                                      | Jacqueline Sharp                |            | Principale | Principale | Récurrente |            |            |
| Michel Gill          | Nicolas Marié        | Daniel Picard                                         | Garrett Walker                  | Principal  | Principal  |            | Invité     | Invité     |            |
| Jayne Atkinson       | Josiane Pinson       | Diane Arcand                                          | Catherine Durant                | Récurrente | Principale | Principale | Principale | Principale | Récurrente |
| Boris McGiver        | Daniel Lafourcade    | NC                                                    | Tom Hammerschmidt               | Récurrent  | Récurrent  |            | Récurrent  | Principal  | Principal  |
| Elizabeth Marvel     | Emmanuèle Bondeville | NC                                                    | Heather Dunbar                  |            | Récurrente | Principale | Principale |            |            |
| Rachel Brosnahan     | Christiane Jean      | Chantal Baril (saison 1) Pascale Montreuil (saison 2) | Rachel Posner                   | Principale | Principale | Récurrente |            |            |            |
| Sakina Jaffrey       | Nathalie Karsenti    | Anne Bédard                                           | Linda Vasquez                   | Principale | Principale |            |            |            | Invitée    |
| Sebastian Arcelus    | Didier Cherbuy       | Yves Soutière                                         | Lucas Goodwin                   | Principal  | Principal  |            | Principal  |            |            |
| Jimmi Simpson        | Michel Voletti       | NC                                                    | Gavin Orsay                     |            | Principal  | Principal  |            |            |            |
| Kristen Connolly     | Céline Mauge         | Amélie Bonenfant                                      | Christina Gallagher             | Principale | Récurrente |            |            |            |            |
| Gerald McRaney       | Patrick Messe        | Vincent Davy                                          | Raymond Tusk                    | Récurrent  | Principal  |            | Invité     | Invité     |            |
| Kate Mara            | Olivia Luccioni      | Kim Jalabert                                          | Zoe Barnes                      | Principale | Invitée    |            | Invitée    |            |            |
| Constance Zimmer     | Armelle Gallaud      | Pascale Montpetit                                     | Janine Skorsky                  | Principale | Récurrente |            | Invitée    |            | Principale |
| Neve Campbell        | Marie Zidi           | NC                                                    | Leann Harvey                    |            |            |            | Principale | Principale |            |
| Corey Stoll          | Éric Aubrahn         | Patrick Chouinard                                     | Peter Russo                     | Principal  |            |            | Invité     |            |            |
| Mozhan Marnò         | Ethel Houbiers       | NC                                                    | Ayla Sayyad                     |            | Principale | Récurrente |            |            |            |
| Paul Sparks          | Alexis Victor        | NC                                                    | Thomas Yates                    |            |            | Récurrent  | Principal  | Principal  |            |
| Lars Mikkelsen       | Lionel Tua           | NC                                                    | Viktor Petrov                   |            |            | Principal  | Récurrent  | Récurrent  | Principal  |
| Kim Dickens          | Rafaèle Moutier      | NC                                                    | Kate Baldwin                    |            |            | Principale | Récurrente | Invitée    |            |
| Sandrine Holt        | Yaël El Hadad        | Aline Pinsonneault                                    | Gillian Cole                    | Principale | Invitée    |            |            |            |            |
| Joel Kinnaman        | Damien Boisseau      | NC                                                    | Will Conway                     |            |            |            | Principal  | Principal  |            |
| Dominique McElligott | Barbara Beretta      | NC                                                    | Hannah Conway                   |            |            |            | Récurrente | Principale |            |
| Damian Young         | Jérôme Rebbot        | NC                                                    | Aidan Macallan                  |            |            |            | Récurrent  | Principal  |            |
| Patricia Clarkson    | Clara Borras         | NC                                                    | Jane Davis                      |            |            |            |            | Principale | Principale |
| Campbell Scott       | Bernard Bollet       | NC                                                    | Mark Usher                      |            |            |            |            | Principal  | Principal  |
| James Martinez       | Bertrand Liebert     | NC                                                    | Alex Romero                     |            |            |            |            | Principal  |            |
| Korey Jackson        | Jean-Alain Velardo   | NC                                                    | Sean Jeffries                   |            |            |            |            | Principal  |            |
| Diane Lane           | Martine Irzenski     | NC                                                    | Annette Shepherd                |            |            |            |            |            | Principale |
| Greg Kinnear         | Bruno Choël          | NC                                                    | Bill Shepherd                   |            |            |            |            |            | Principal  |
| Cody Fern            |                      | NC                                                    | Duncan Shepherd                 |            |            |            |            |            | Principal  |

- À noter qu'un doublage québécois était effectué pour les saisons 1 et 2.

Photos des acteurs principaux
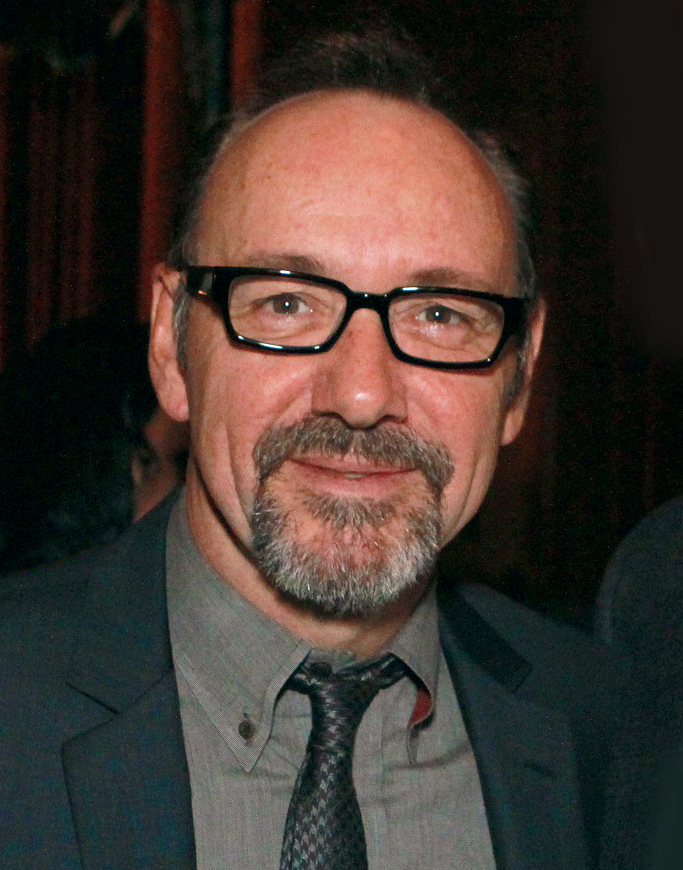
Kevin Spacey dans le rôle de Frank Underwood
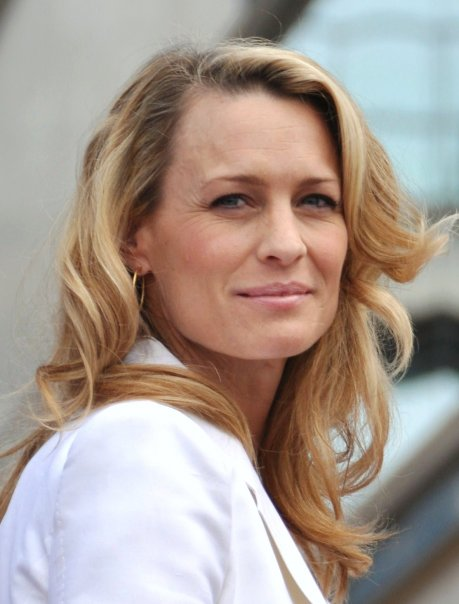
Robin Wright dans le rôle de Claire Underwood
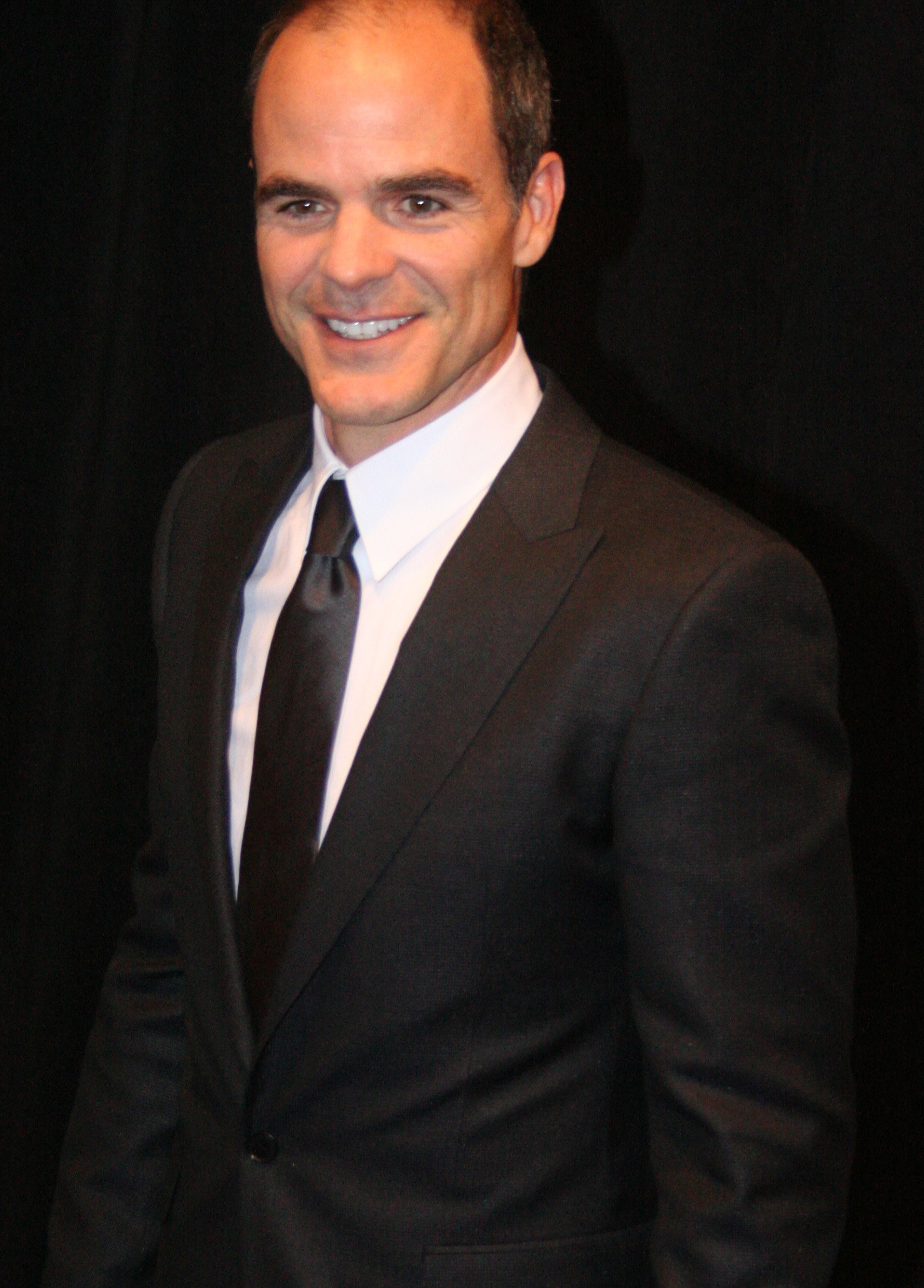
Michael Kelly dans le rôle de Doug Stamper
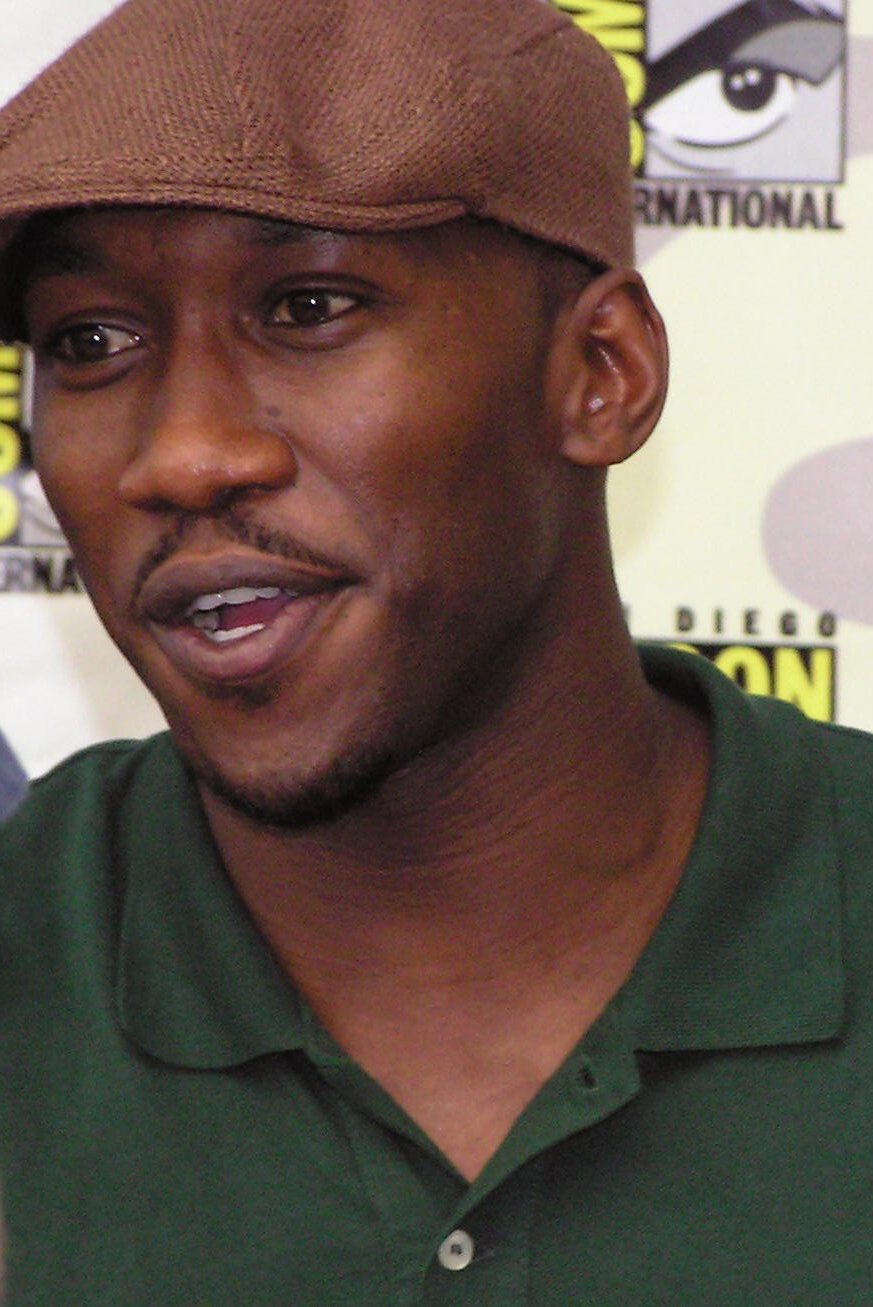
Mahershala Ali dans le rôle de Remy Danton
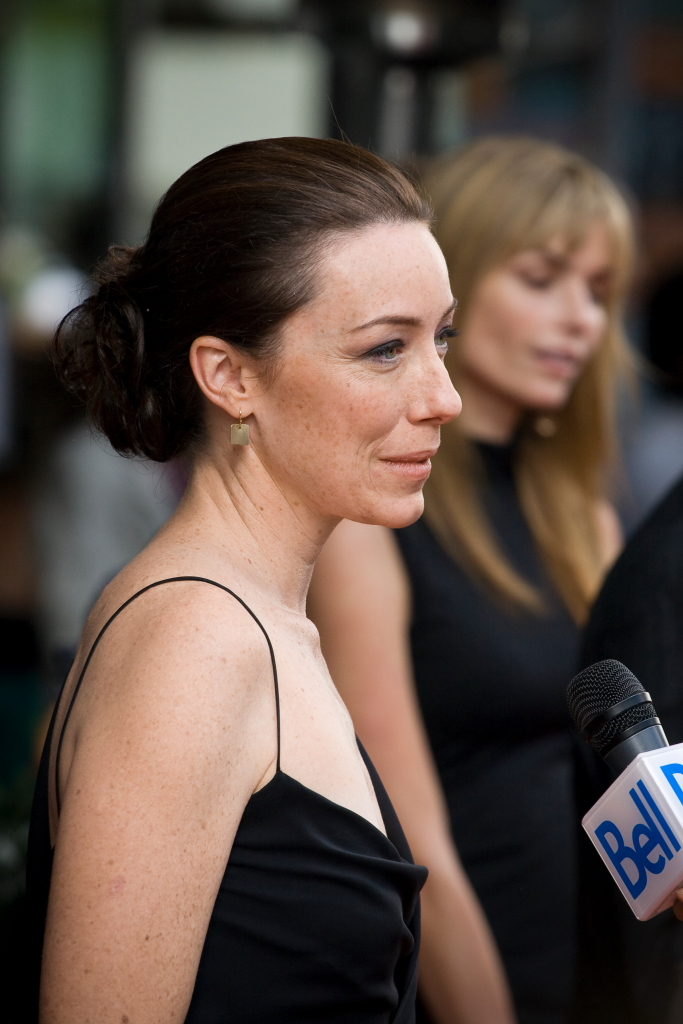
Molly Parker dans le rôle de Jacqueline Sharp
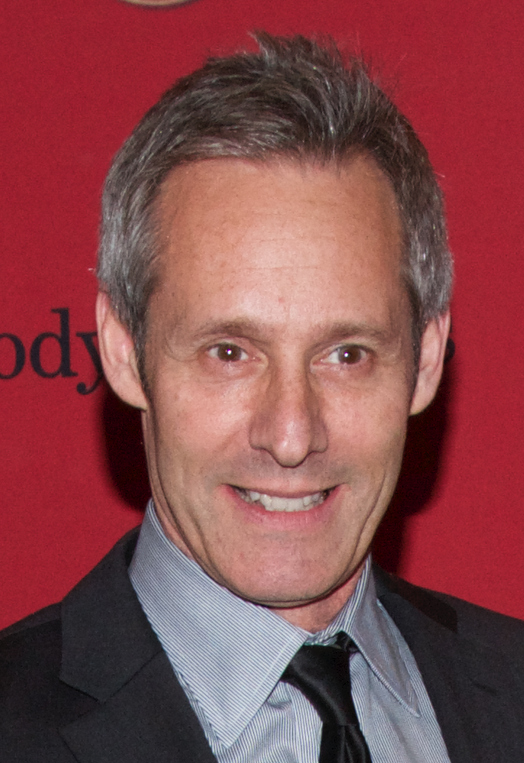
Michel Gill dans le rôle de Garrett Walker
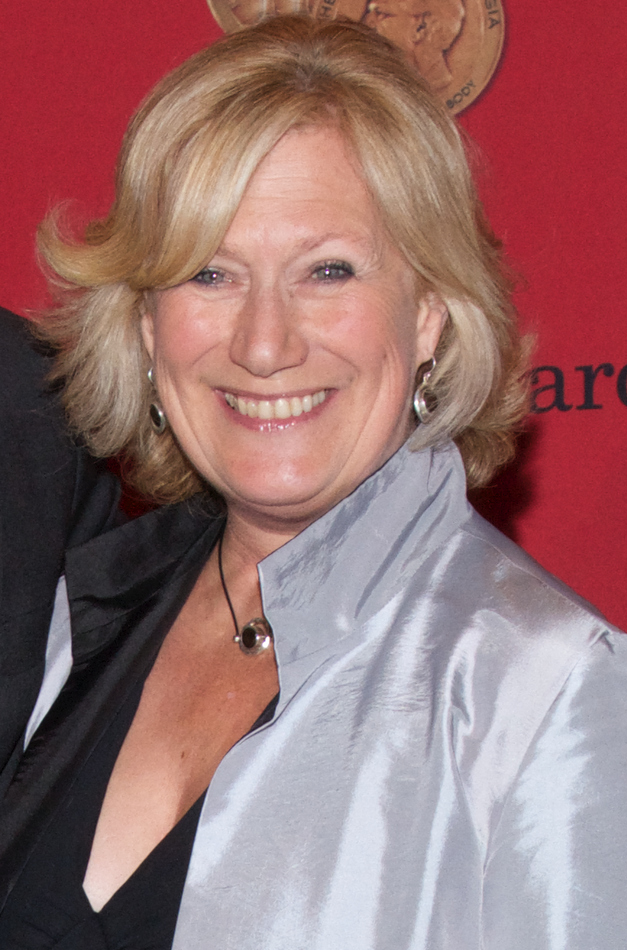
Jayne Atkinson dans le rôle de Catherine Durant
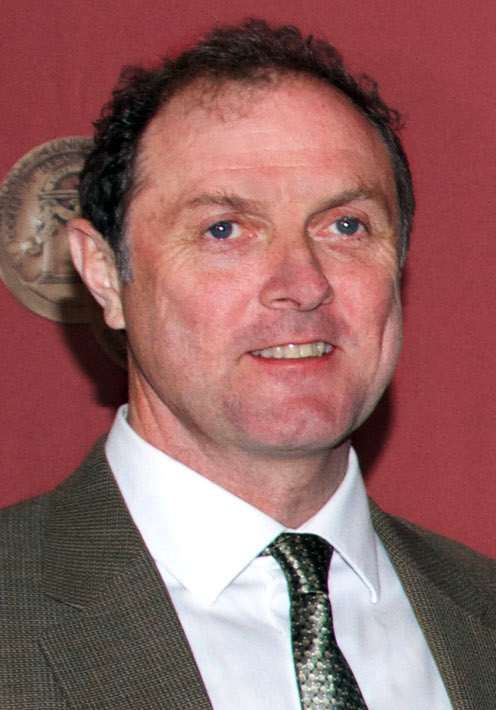
Boris McGiver dans le rôle de Tom Hammerschmidt
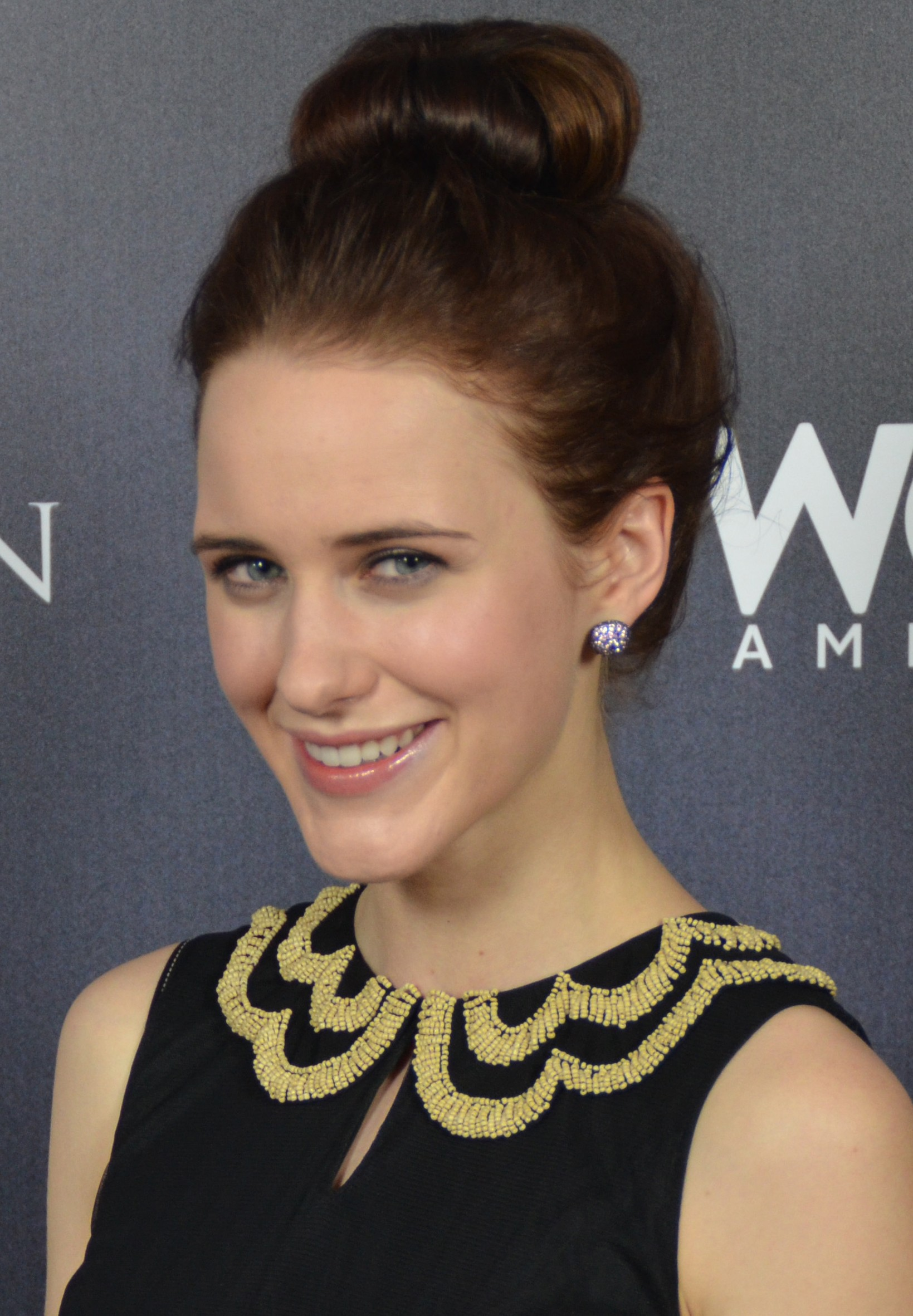
Rachel Brosnahan dans le rôle de Rachel Posner
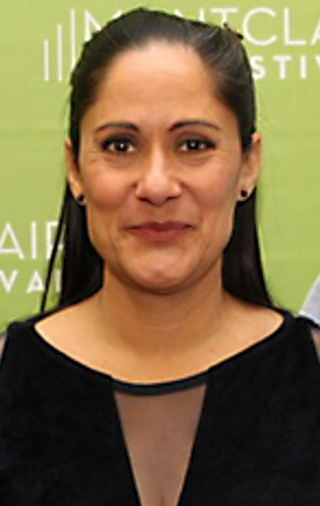
Sakina Jaffrey dans le rôle de Linda Vasquez
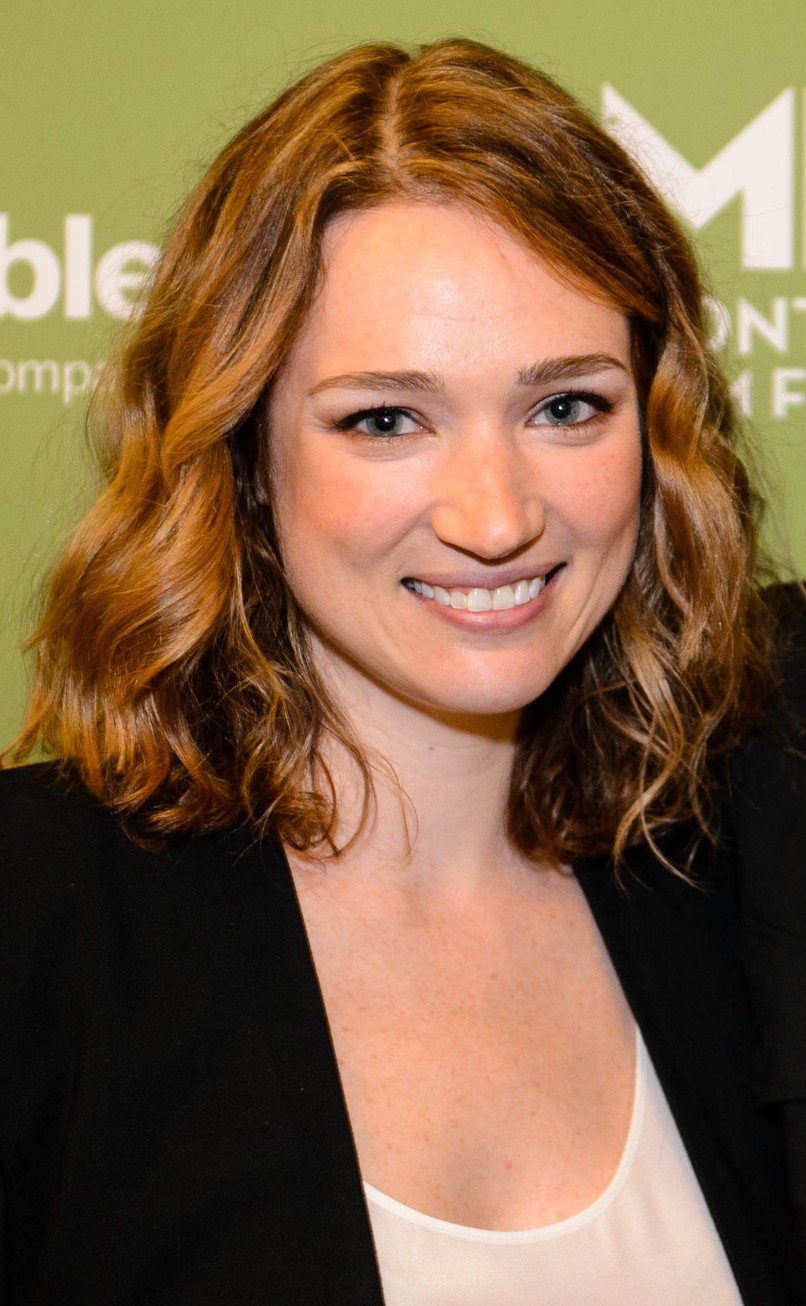
Kristen Connolly dans le rôle de Christina Gallagher
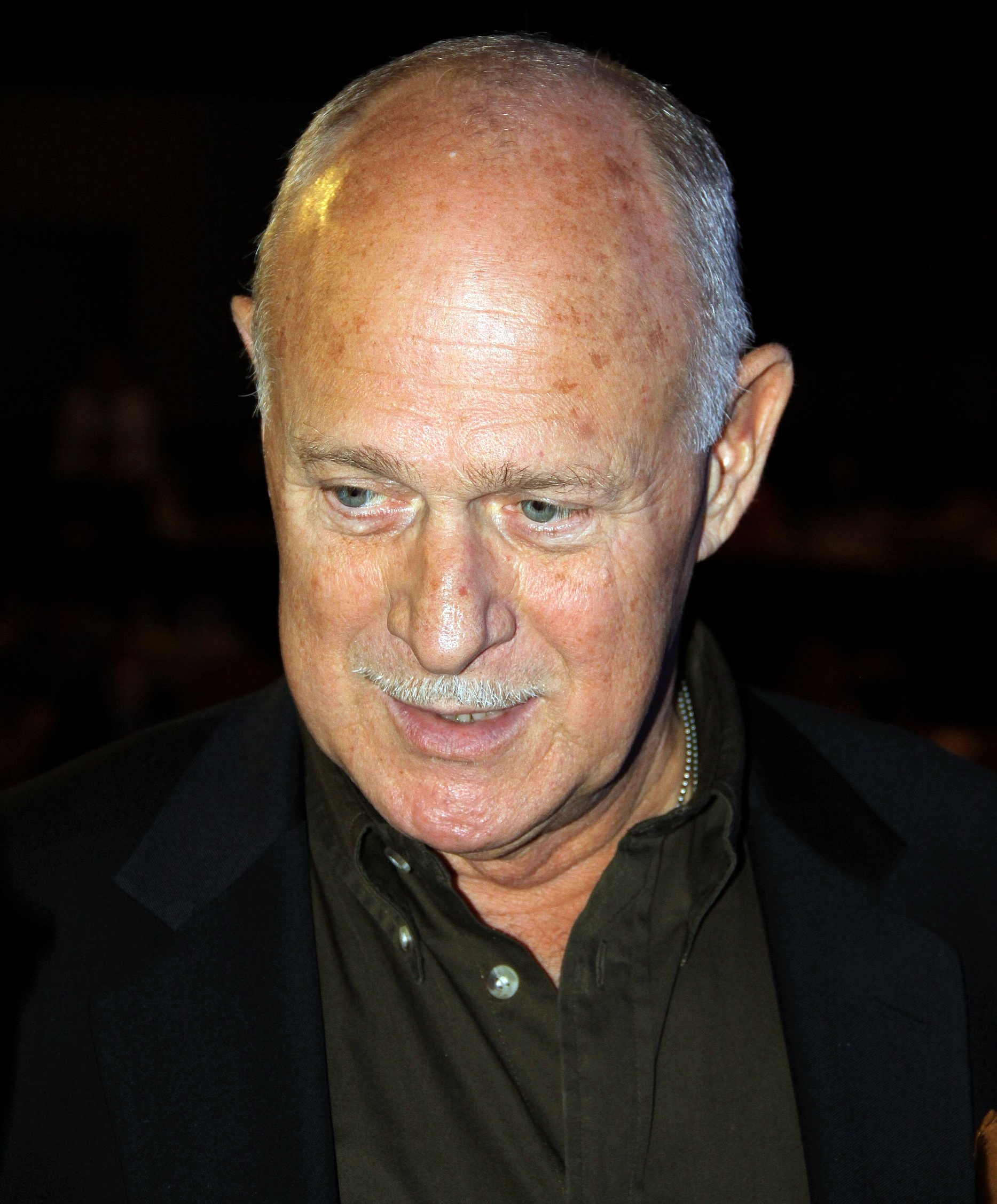
Gerald McRaney dans le rôle de Raymond Tusk
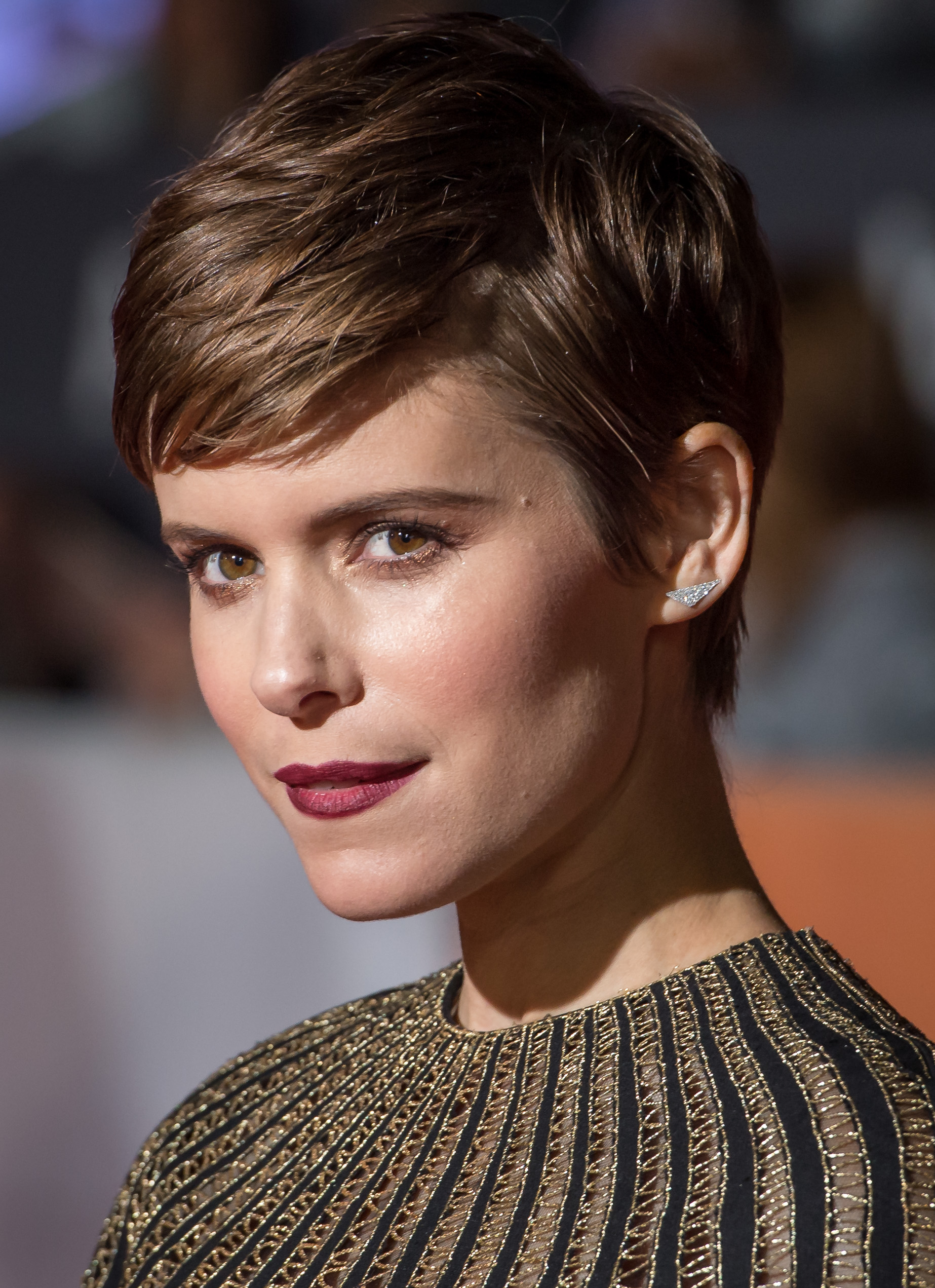
Kate Mara dans le rôle de Zoe Barnes
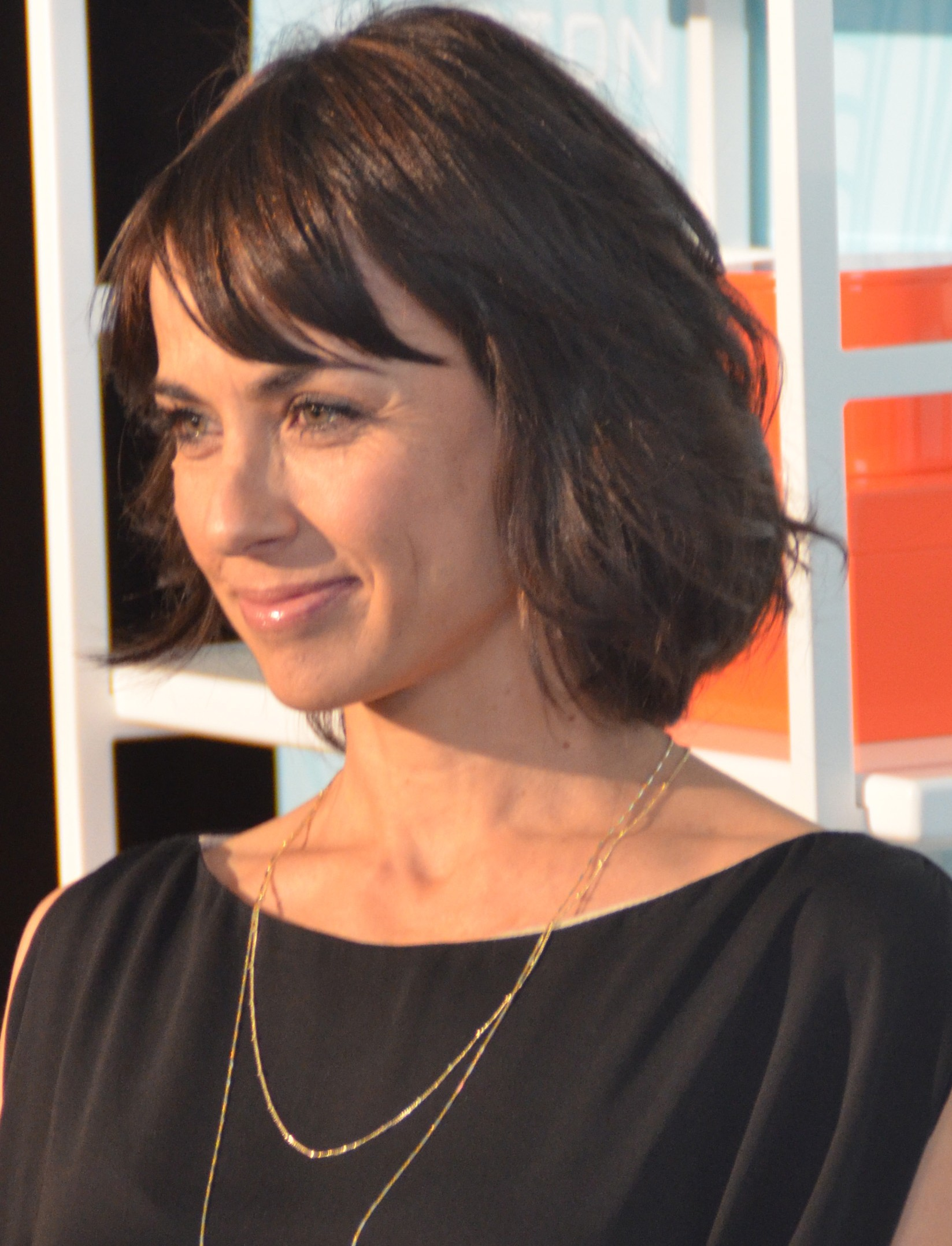
Constance Zimmer dans le rôle de Janine Skorsky
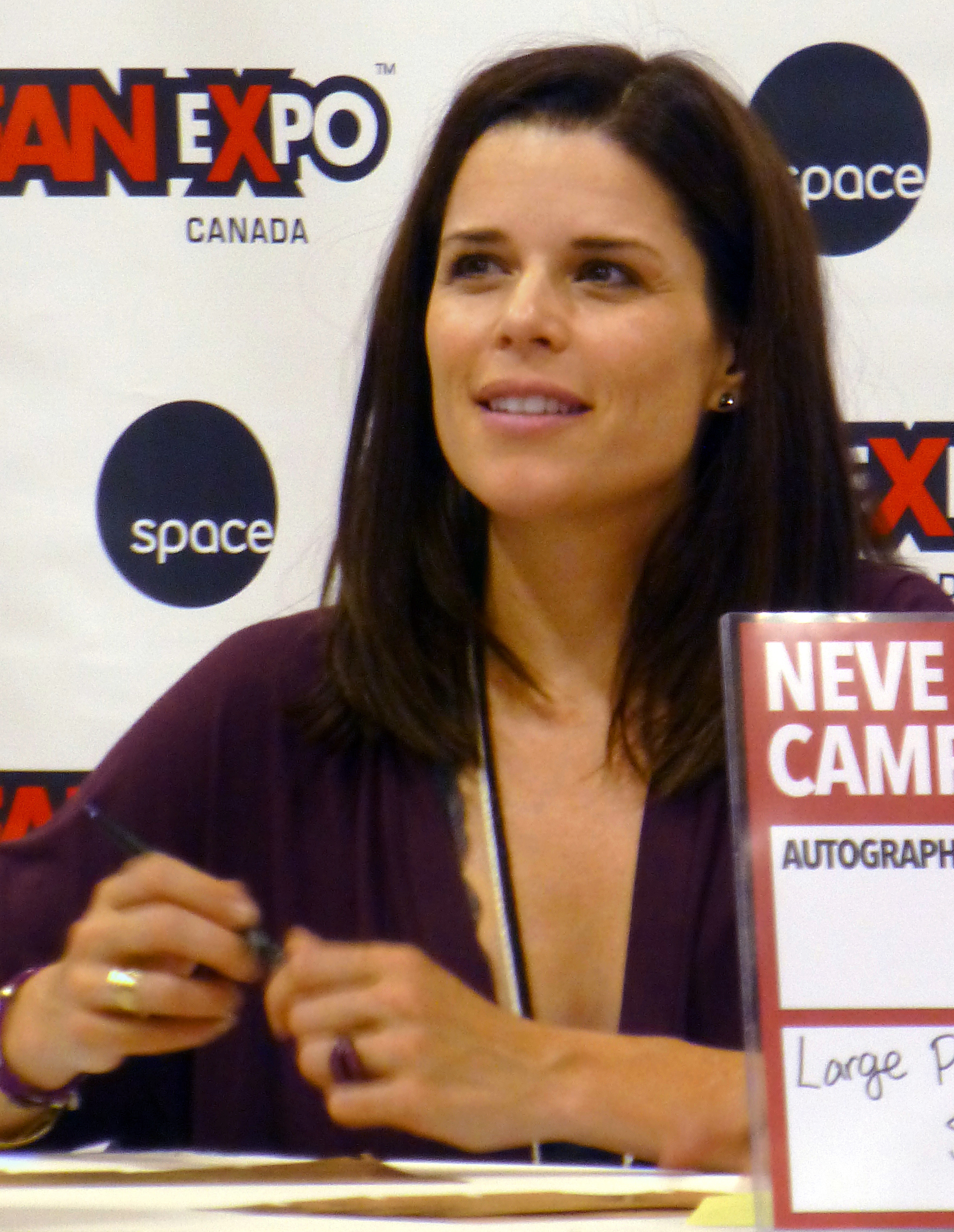
Neve Campbell dans le rôle de Leann Harvey
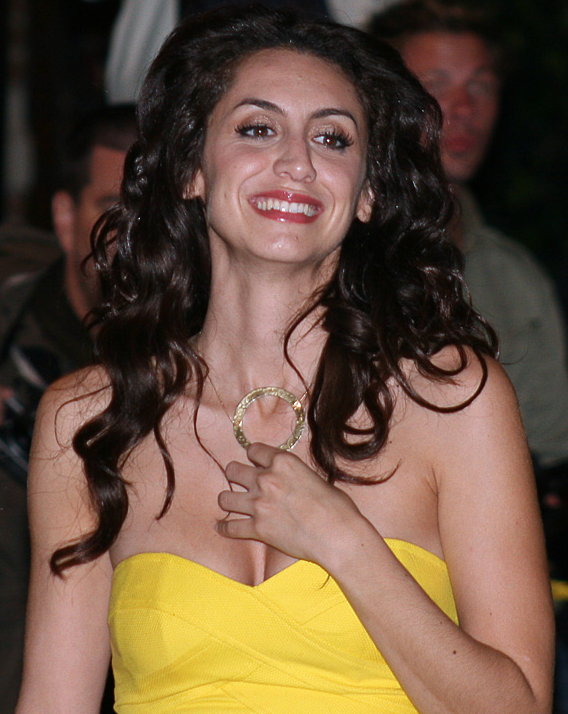
Mozhan Marnò dans le rôle de Ayla Sayyad
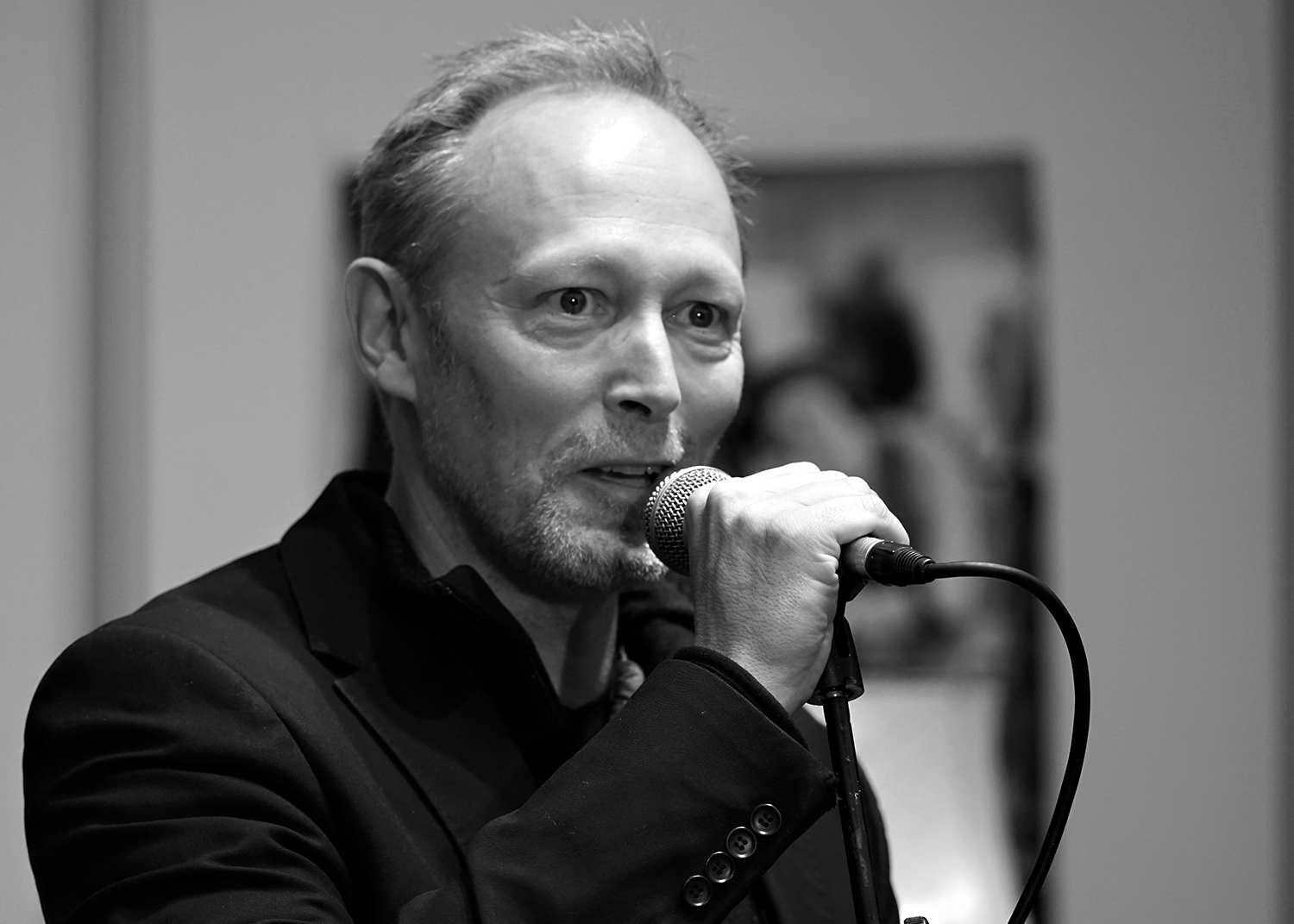
Lars Mikkelsen dans le rôle de Viktor Petrov
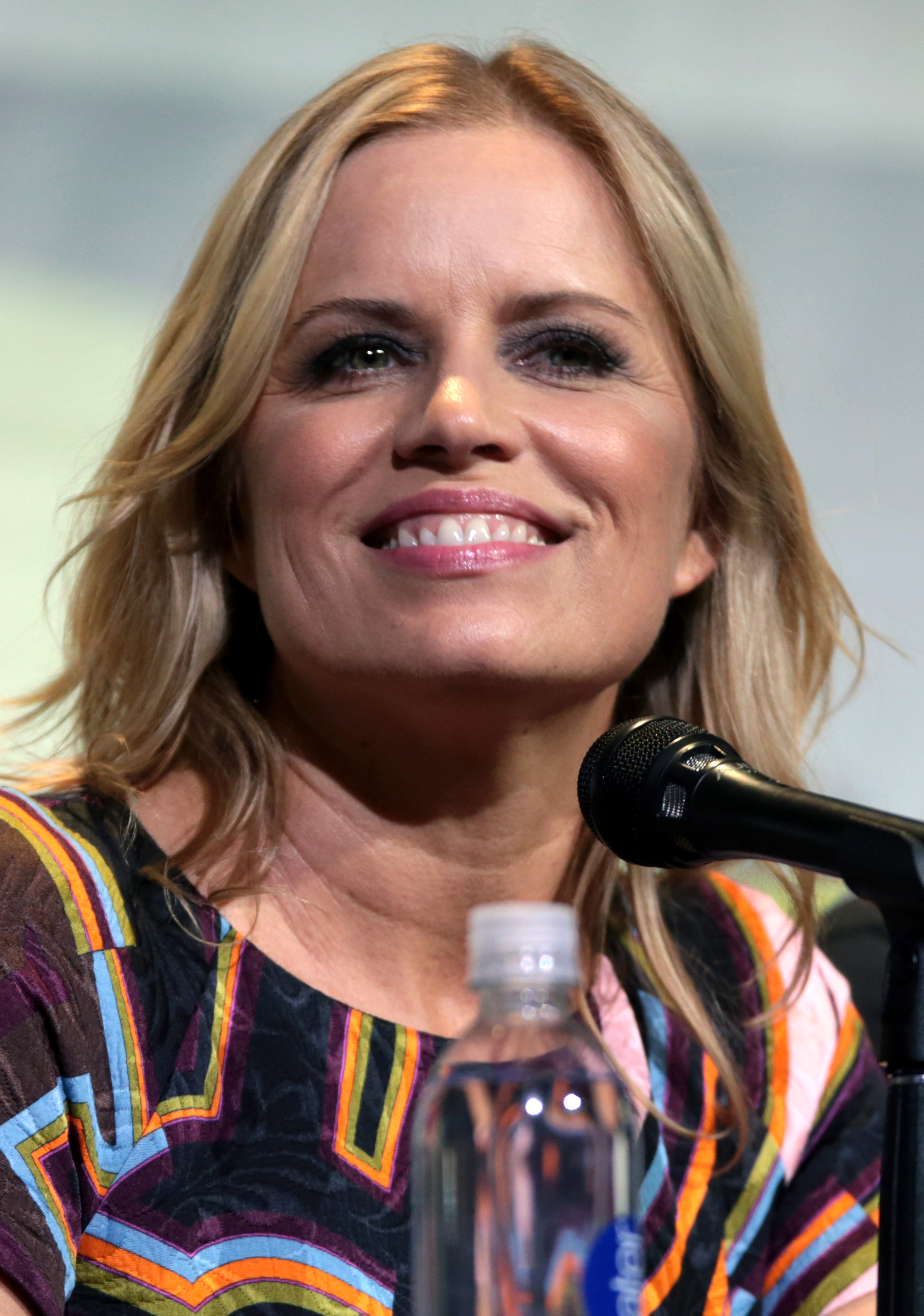
Kim Dickens dans le rôle de Kate Baldwin
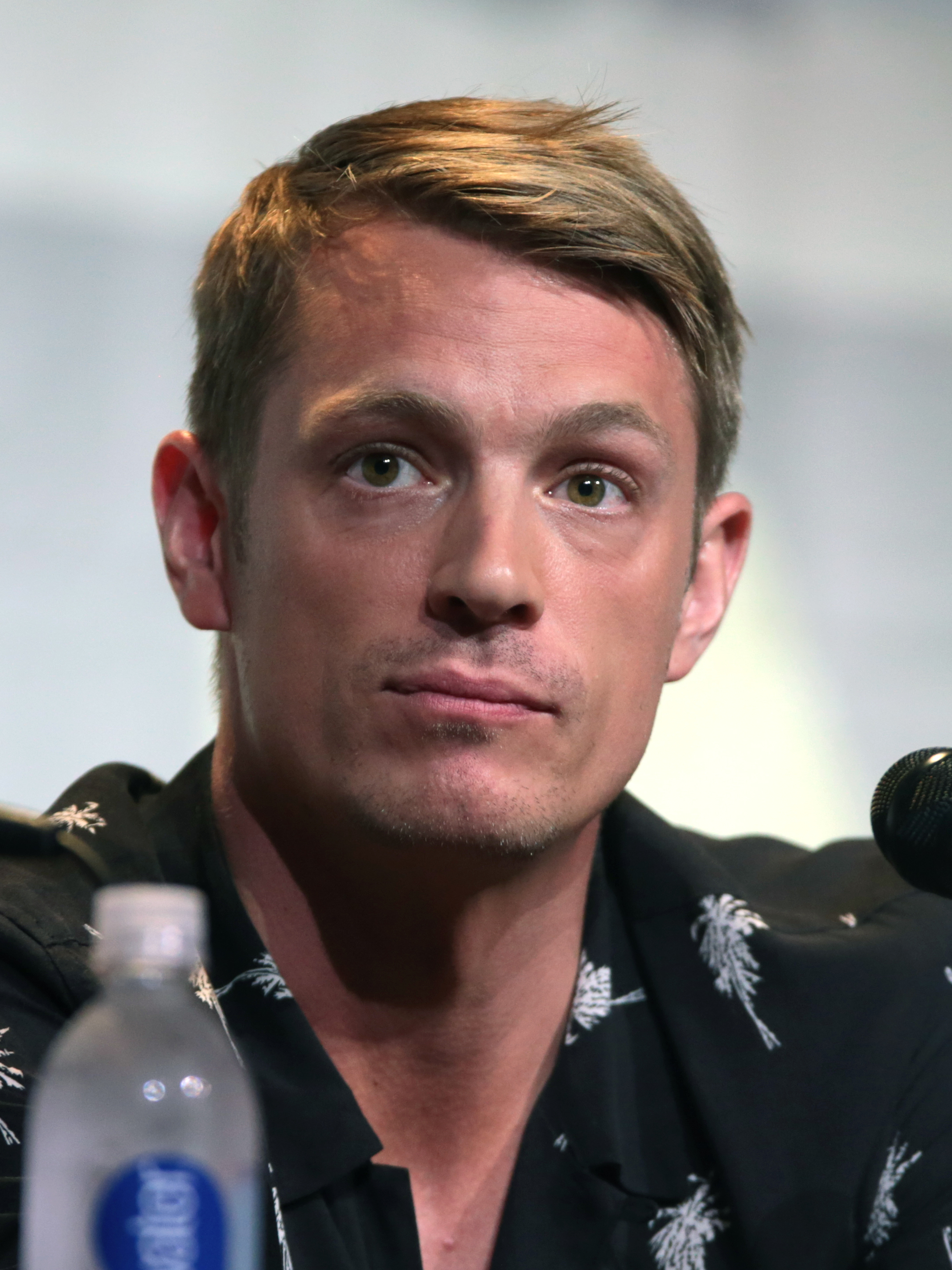
Joel Kinnaman dans le rôle de Will Conway
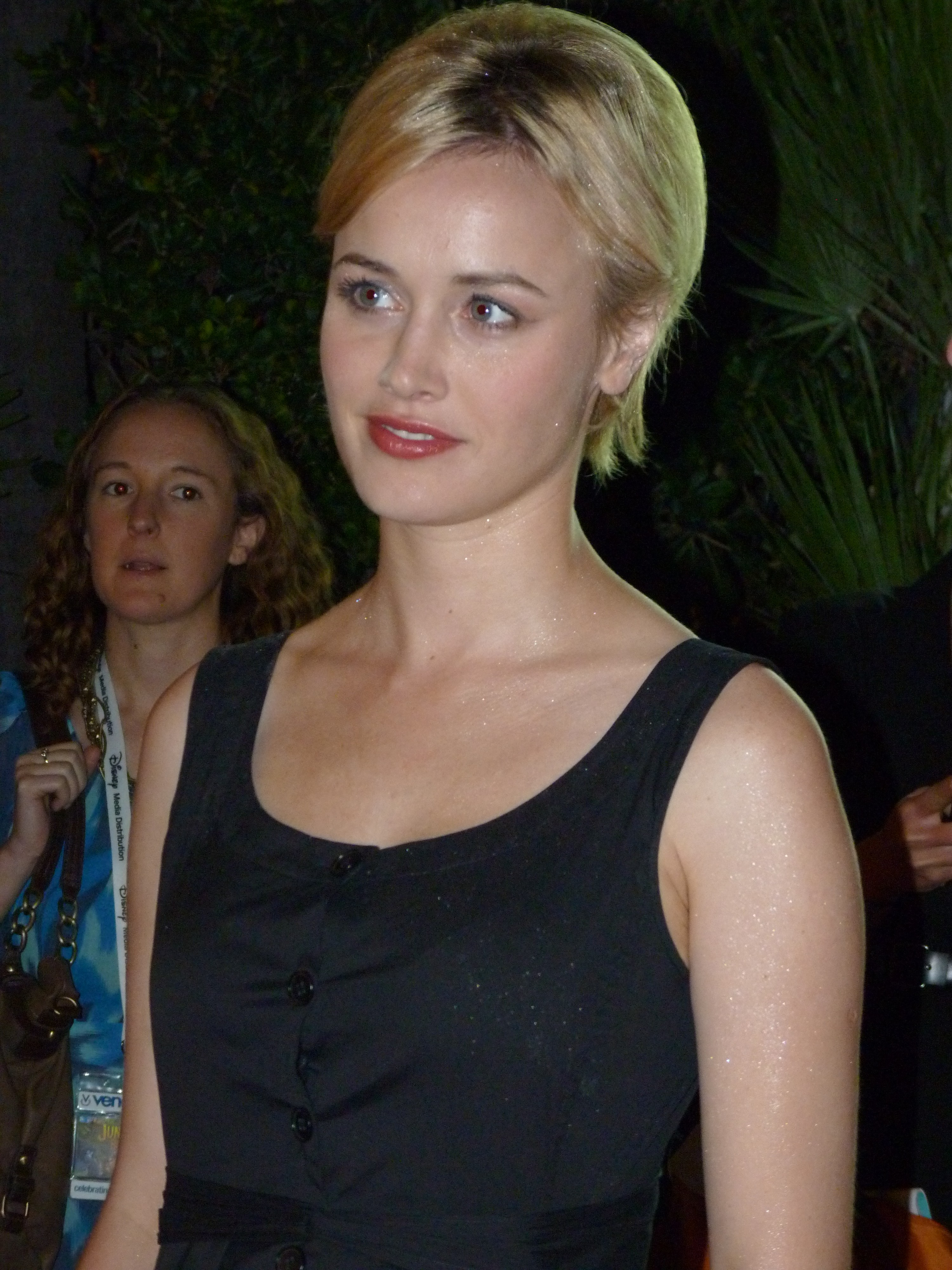
Dominique McElligott dans le rôle de Hannah Conway
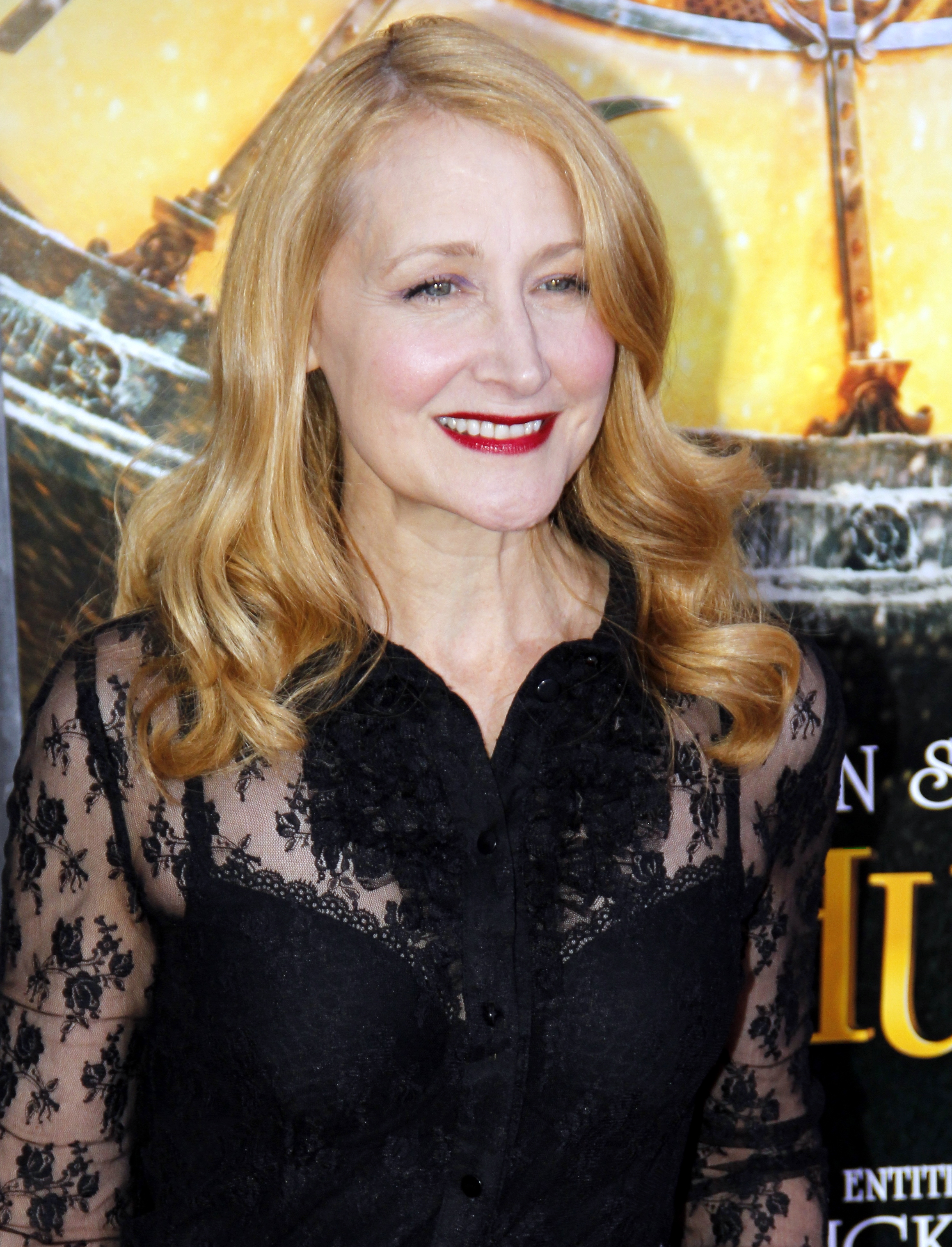
Patricia Clarkson dans le rôle de Jane Davis
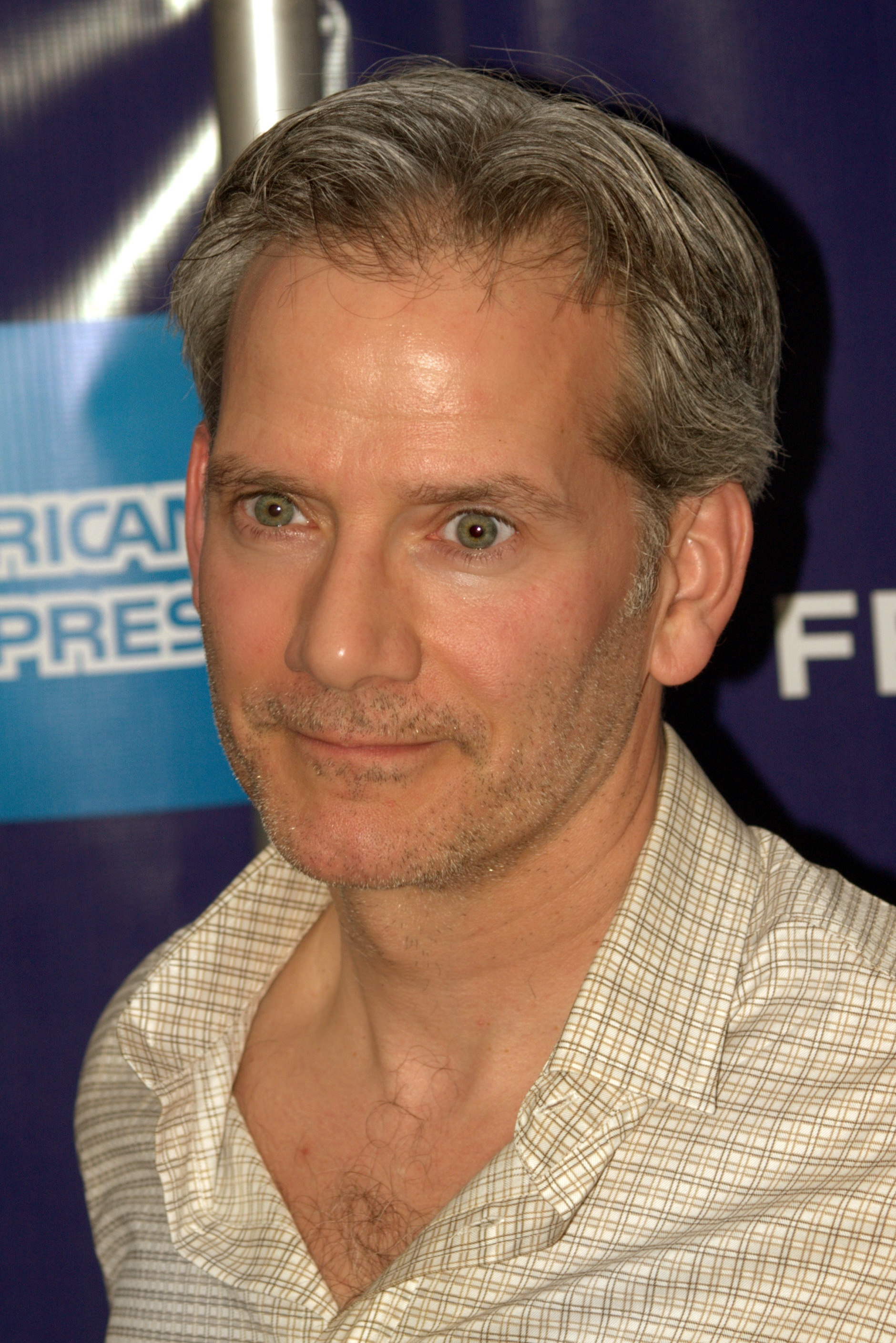
Campbell Scott dans le rôle de Mark Usher
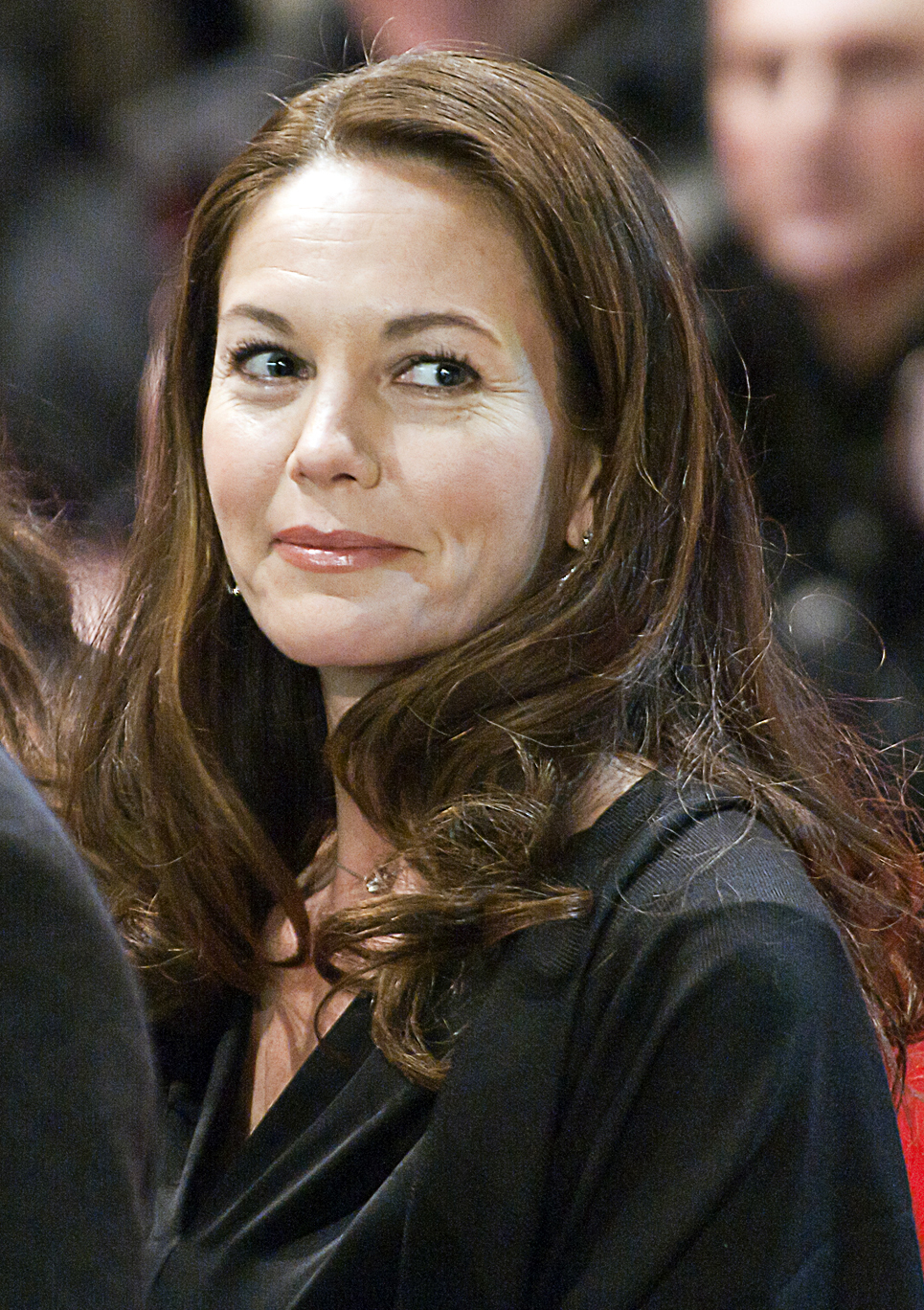
Diane Lane dans le rôle d'Annette Shepard
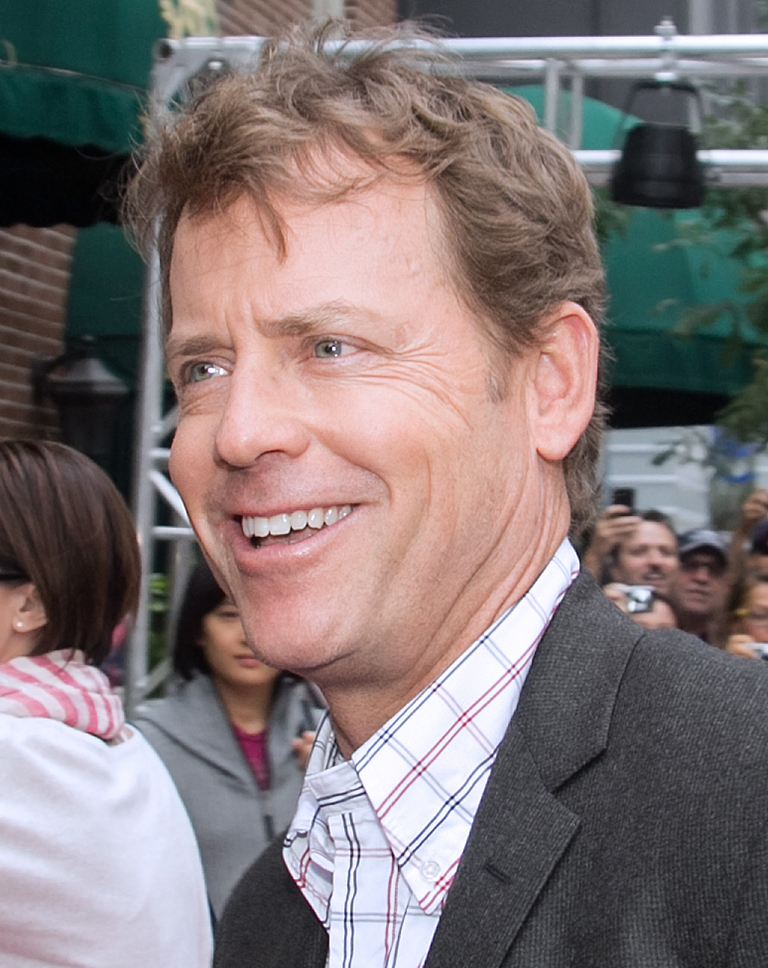
Greg Kinnear dans le rôle de Bill Shepard

### Acteurs récurrents
- Larry Pine (VF : Michel Dodane ; VQ : Denis Roy) : Bob Birch (depuis la saison 1)
- Reg E. Cathey (VF : Thierry Desroses ; VQ : Jean-François Blanchard) : Freddy Hayes (saisons 1 à 3 et invité saison 4)
- Curtiss Cook (VF : Namakan Koné) : Terry Womack (depuis la saison 1)
- Reed Birney (VF : Gérard Darier) : Donald Blythe (depuis la saison 1)
- Elizabeth Norment (VF : Clara Borras ; VQ : Patricia Tulasne) : Nancy Kaufberger (saisons 1 et 2)
- Jeremy Holm : Nathan Green (depuis la saison 2)
- Kate Lyn Sheil (VQ : Nadia Paradis) : Lisa Williams (saisons 2 et 3)
- Eisa Davis : Cynthia Driscoll (saisons 3 et 4)
- Ben Daniels (VF : Patrick Osmond ; VQ : Thiéry Dubé) : Adam Galloway (saison 1 et invité saison 2)
- Benito Martinez : Hector Mendoza (saisons 2 et 3)
- Joanna Going[6] (VF : Laurence Bréheret ; VQ : Manon Arsenault) : Patricia Walker (invitée saison 1 et saison 2)
- David Eichenbaum : Abbott Vaughn (saisons 3 et 4)
- Andrew Polk : Harry Marshall (saison 4)
- Kathleen Chalfant (VF : Nicole Favart) : Margaret Tilden (saisons 1 et 4)
- Tawny Cypress (VF : Géraldine Asselin) : Carly Heath (saison 1)
- Terry Chen : Xander Feng (saison 2)
- Libby Woodbridge : Megan Hennessey (saison 2)
- Sam Page (VF : Damien Ferrette) : Connor Ellis (saison 2)
- Julie Mun : Sara (saisons 3 et 4)
- Tim Pabon : Mark (saisons 3 et 4)
- Alexander Sokovikov : Alexi Moryakov (saison 3)
- Colm Feore (VF : Stéfan Godin) : Général Brockhart (depuis la saison 4)
- Ellen Burstyn : Elizabeth Hale (saison 4)
- Ian Blackman : Casey Giallo (invité saison 2, saisons 3 et 4)
- John Henry Cox : Willard Erickson (invité saison 2, saisons 3 et 4)
- Shawn Doyle : Dr Alan Cooke (saison 3)
- Finn Douglas : Charlie Conway (saison 4)
- Suzanne Savoy (en) : Patricia Whittaker (saisons 1 et 4)
- Chuck Cooper (en) : Barney Hull (saison 1 et invité saison 3)
- Michael Warner : Oliver Spence (invité saison 1 et saison 2)
- Isabelle McNally : Kendra (saison 2)
- Dave Quay : Sam Price (saison 3 et invité saison 4)
- Christina Bennett Lind : Sharon (saison 3)
- Dan Ziskie (en) (VF : Jean-Pierre Leroux) : Jim Matthews (saison 1)
- Daisy Tahan (en) (VF : Lucille Boudonnat) : Sarah Russo (saison 1)
- Gil Birmingham : Daniel Lanagin (saison 2)
- Kelly AuCoin : Gary Stamper (saison 3)
- Neal McNeil : Orioles Fan (invité saison 1, saison 2 et invité saison 3)
- Karl Kenzler (VF : Mathieu Uhl) : Sénateur Charles Holburn (saison 1)
- Jenna Stern : Eliana Caspi (saison 3)
- LisaGay Hamilton : Celia Jones (saison 4)
- Kevin Kilner : Michael Kern (saison 1 et invité saison 2)
- Maryann Plunkett : Evelyn (saison 1 et invitée saison 2)
- Al Sapienza (VF : Mathieu Buscatto) : Marty Spinella (saison 1)
- Wass Stevens : Paul Capra (saison 1)
- Chance Kelly (en) (VF : Patrick Bethune) : Steve (saison 1)
- Francie Swift : Felicity Holburn (saison 1)
- Ben Hyland : Kevin Russo (saison 1)
- Carolyn Michelle Smith : Willa (saison 2 et invitée saison 3)
- Jeremy Bobb : Nick Henslow (saison 2)
- Charles Borland : Capitaine Rockland (saison 2)
- Michael Park : Curtis Haas (saison 2)
- Andrea Cirie : Lorrie Tate (saison 2)
- Kimberly S. Fairbanks : Mary (saison 3 et invitée saison 4)
- Jonathan Hogan : Juge Jacobs (saison 3)
- Alok Tewari : Hazan Aruri (saison 3)
- Cicely Tyson : Doris Jones (saison 4)
- Wendy Moniz : Laura Moretti (saison 4)
- David Pittu : Dr Saxon (saison 4)
- David Clennon : Ted Havemeyer (saison 2)
- Christian Camargo (VF : Anatole de Bodinat) : Michael Corrigan (saisons 3)

- Version française
  - Société de doublage : Dubbing Brothers[7],[8]
  - Direction artistique : Philippe Peythieu[7],[8]
  - Adaptation des dialogues : Sébastien Michel et Laurent Labagnère[8]

 Source et légende : version française (VF) sur RS Doublage et Doublage Séries Database
 Source et légende : version québécoise (VQ) sur Doublage.qc.ca

## Production

### Développement
En novembre 2014, Netflix met fin à tous les doublages de ses séries effectués au Québec. Les deux premières saisons ont été re-doublées en Europe.

### Attribution des rôles

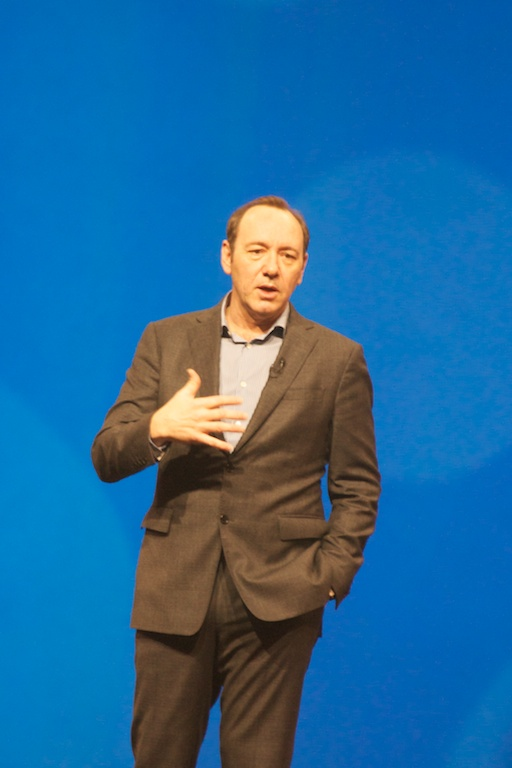
L'acteur Kevin Spacey a été révélé par David Fincher dans Seven.

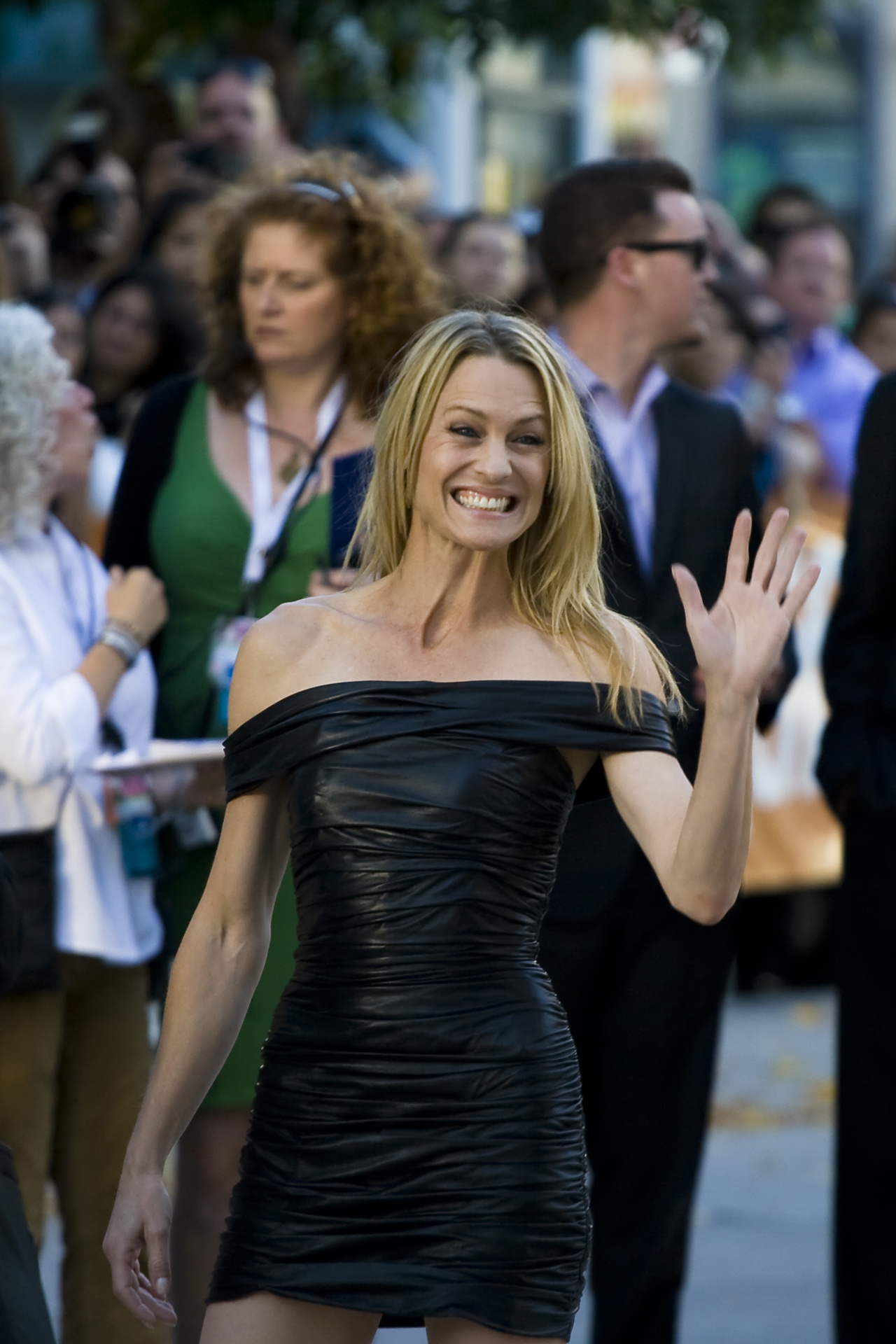
Et l'actrice Robin Wright a collaboré avec le cinéaste sur The Girl with The Dragon Tattoo.

Fincher est parvenu à obtenir l'acteur qu'il souhaitait pour chaque rôle principal. Lors des premières lectures, il leur a dit : « Je veux que tout le monde sache ici que vous êtes nos premiers choix — chaque acteur est le premier choix pour ces personnages. Alors ne merdez pas »,. Kevin Spacey, qui n'avait plus tenu de rôle régulier dans une série depuis Un flic dans la mafia, a accepté le rôle peu avant de monter sur scène interpréter Richard III, ce que Fincher considéra comme « un bon entraînement ». Il est ajouté à la distribution le 18 mars 2011.
Robin Wright a été approchée par Fincher pour un rôle dans la série pendant le tournage de Millénium : Les Hommes qui n'aimaient pas les femmes (The Girl with the Dragon Tattoo). La production annonce son choix comme interprète de Claire Underwood en juin 2011. Kate Mara est choisie pour incarner Zoe Barnes début février 2012. Sa sœur Rooney a travaillé avec Fincher sur Millénium, et quand Kate Mara a lu le rôle de Zoe, elle est « tombée amoureuse du personnage » et a demandé à sa sœur de « glisser un mot de sa part à Fincher ». Un mois plus tard, elle était contactée pour une audition.

### Tournage
Les deux premières saisons de la série ont été tournées dans le Maryland, mais un changement dans la loi sur l'imposition des emplois a forcé à repousser le tournage de la troisième saison et à changer de lieu. Après deux mois de négociations, la production est parvenue à un arrangement qui permet de maintenir le tournage dans le Maryland.

## Diffusion
Aux États-Unis et au Canada, les treize épisodes ont été proposés simultanément en flux vidéo par Netflix le 1er février 2013. Spacey a soutenu l'idée de diffuser tous les épisodes en une seule fois, persuadé que cela deviendra plus courant avec les séries télévisées. Il dit à ce sujet : « Quand je demande à mes amis ce qu'ils font pendant leur week-end, ils disent : « Oh, je suis resté chez moi et j'ai regardé trois saisons de Breaking Bad ou deux saisons de Game of Thrones. » ».
La première saison est diffusée en français sur Be 1 à partir du 14 février 2013 et sur Canal+ à partir du 29 août 2013. Une deuxième saison de treize épisodes a été commandée par Netflix. Les treize épisodes sont sortis le 14 février 2014 en version originale anglaise mais aussi en version français québécois. La deuxième saison est diffusée en français sur Be 1 à partir du 20 février 2014 et sur Canal+ à partir du 13 mars 2014.
La série est également diffusée en Chine sur le site Sohu.com. La deuxième saison arrive en tête du classement des séries américaines les plus téléchargées, avec 24,5 millions de téléchargements en février 2014, effectués essentiellement depuis Pékin. En Australie, où Netflix n'est disponible que depuis 2015, la série était diffusée sur la chaîne Showcase. En Nouvelle-Zélande, les deux premières saisons ont été diffusées par TV3 (en).
Le 12 février 2015, la troisième saison de la série est mise en ligne par erreur sur la plateforme Netflix américaine, durant une trentaine de minutes.
En mai 2017, Télé-Québec fait l'acquisition de la série dont la diffusion est prévue pour l'hiver 2018, mais à la mi-novembre, à la suite des accusations contre Kevin Spacey, la diffusion est suspendue. Elle est finalement diffusée à partir du 20 septembre 2018.

## Épisodes
La série est composée de six saisons de treize épisodes chacune pour les cinq premières saisons et de huit épisodes pour la dernière.

### Première saison (2013)

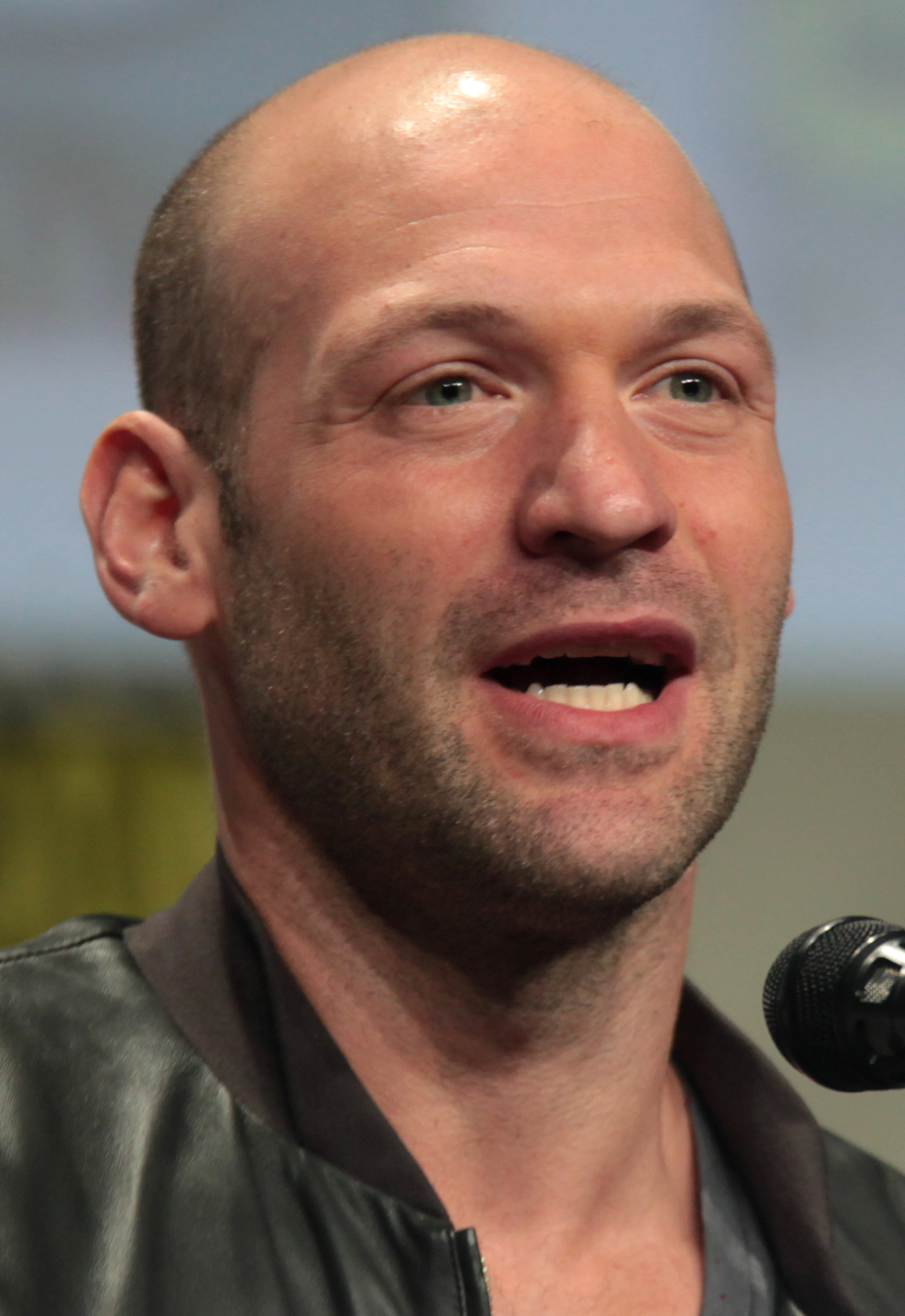
L'acteur Corey Stoll, qui incarne le député Peter Russo dans la saison 1.

La série commence dans les rues de Washington. Le représentant Francis Underwood, dit Frank, tue un chien blessé par une voiture en l'étranglant, puis s'adresse au spectateur en affirmant qu'il faut parfois faire des choses déplaisantes, mais nécessaires. L'action se concentre sur ce député démocrate de Caroline du Sud, expérimenté, puissant et ambitieux. Après avoir soutenu le candidat Garrett Walker et permis son élection à la présidence des États-Unis contre la promesse d'être nommé ministre des affaires étrangères, Underwood est trahi et n'accède pas à ce poste : le président le juge utile dans sa fonction de whip de la majorité démocrate. Profondément déçu, il se comporte en parfait lieutenant du président et l'assiste fidèlement dans sa tâche, mais élabore dans le même temps une stratégie pour l'évincer du pouvoir.
L'épouse de Frank, Claire, est à la tête de Clean Water Initiative, une ONG qui effectue des forages dans les pays en développement afin de fournir de l'eau potable. Elle décide un jour de renvoyer la moitié de son équipe ; la directrice des ressources humaines s'y oppose et est elle-même licenciée. Il apparaît dès le premier épisode que Claire partage le même pragmatisme et le même appétit du pouvoir que son mari. Frank Underwood échafaude un plan complexe pour être nommé au Cabinet du président et commencer à placer ses pions sur l'échiquier politique. Il rencontre Zoe Barnes, une jeune et ambitieuse journaliste politique, à qui il confie des informations exclusives sur ses rivaux politiques et avec qui il entretient une relation amoureuse. Dans le même temps, il manipule Peter Russo, un député de Pennsylvanie, alcoolique, toxicomane et obsédé sexuel à la psychologie fragile. Celui-ci l'aide à discréditer Michael Kern, un sénateur à qui est promis le poste de ministre des affaires étrangères que convoitait Underwood. Ce dernier peut ainsi placer son propre choix, la sénatrice Catherine Durant. Il élabore également un stratagème avec Russo pour mettre fin à une grève des enseignants et faire passer une loi sur l'enseignement, ce qui améliore ses relations avec le président.
Le nouveau vice-président étant l'ancien gouverneur de Pennsylvanie, une élection est organisée pour sa succession. Underwood encourage Russo à se présenter, mais paie une prostituée, Rachel Posner, pour le faire boire la veille d'une interview. Russo effectue l'interview en étant ivre et se ridiculise. Désespéré, il compte révéler à la presse la manipulation dont il a été victime, mais Underwood l'assassine en le laissant endormi dans son garage clos, le moteur de sa voiture en marche. Il convainc ensuite le vice-président de démissionner et de faire campagne pour récupérer son poste de gouverneur, lui laissant le champ libre pour être nommé vice-président. Toutefois, le président lui préfère un riche industriel du Missouri, Raymond Tusk. Ce dernier est en réalité un ami du président et invite Underwood chez lui pour juger s'il est apte pour le poste. Tusk promet d'influencer le président Walker afin qu'Underwood soit nommé, en échange de quelques « faveurs » servant ses intérêts économiques. Enfin, alors que Frank met fin à sa relation avec Zoe Barnes, celle-ci parvient peu à peu à percer à jour sa stratégie politique. La saison s'achève alors que Frank Underwood accepte sa nomination en tant que vice-président des États-Unis.

### Deuxième saison (2014)
Alors que Frank Underwood est sur le point de prendre ses fonctions, Zoe Barnes et deux de ses collègues, Lucas Goodwin et Janine Skorsky, poursuivent leurs investigations et parviennent à trouver Rachel Posner. L'homme de main de Frank, Douglas Stamper, force Rachel à habiter dans un endroit isolé. Underwood donne rendez-vous à Zoe Barnes dans le métro de Washington et la pousse sous une rame, sans être vu. Effrayée, Janine abandonne ses recherches et s'installe à Ithaca (New York) afin d'éviter d'être tuée elle aussi. La mort de Zoe encourage Lucas à continuer seul. Il sollicite l'aide d'un hacker, Gavin Orsay, pour retrouver l'historique des conversations entre Frank et Zoe, sans savoir que Gavin travaille pour le FBI sous le contrôle de Doug et a pour mission de piéger Lucas. Ce dernier est arrêté par le FBI et est accusé de cyber-terrorisme. Plus tard dans la saison, le hacker exerce un chantage sur Doug en évoquant Rachel Posner. Craignant de devoir déménager à nouveau et menacée par Doug, elle le frappe violemment à la tête avec une pierre, le laissant inanimé dans la forêt. Elle s'enfuit au volant de sa voiture.

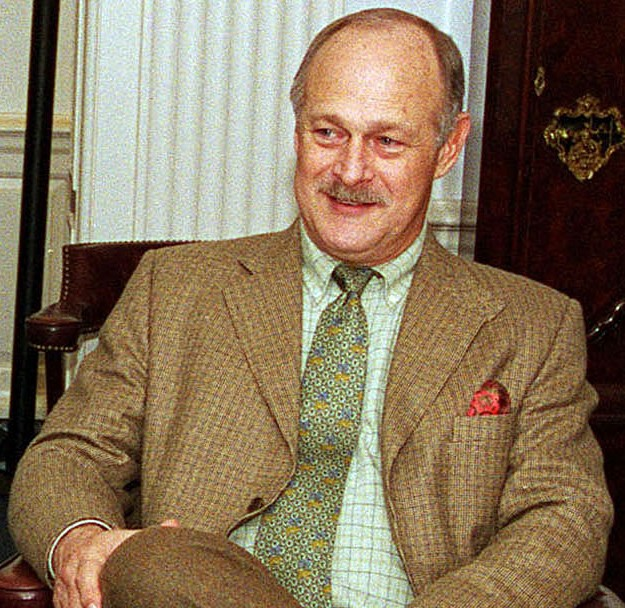
Gerald McRaney incarne le milliardaire Raymond Tusk, personnage central de la saison 2.

Claire Underwood, quant à elle, devient amie avec la première dame. Elles soutiennent ensemble un projet de loi destiné à réformer la répression des agressions sexuelles par les tribunaux militaires. En effet, Claire a révélé lors d'une interview avoir été violée à l'université par un camarade, maintenant général de haut rang qui vient d'être décoré par son mari. Elle apprend que le couple présidentiel connaît des difficultés et se propose de les aider. Frank tente de détruire le lien de confiance qui unit Raymond Tusk et le président. Il rencontre Xander Feng, un homme d'affaires chinois proche de Tusk et engage des négociations diplomatiques que Frank saborde sciemment, en tentant d'incriminer Tusk. Les relations sino-américaines se dégradent, conduisant à une guerre commerciale à propos des terres rares et une augmentation des prix de l'électricité aux États-Unis. Tusk s'oppose aux efforts du président pour gérer la crise et finance des Comités d'action politique républicains en représailles, par l'intermédiaire d'un casino détenu par des Amérindiens. Quand Frank découvre que la source de ce financement est en fait Xander Feng, il parvient à lui faire rompre son alliance avec Tusk en échange d'un contrat pour la construction d'un pont.
Le département de la Justice découvre que Doug Stamper a été filmé par les caméras de surveillance du casino et ouvre une enquête sur les liens entre Feng, Tusk et la Maison-Blanche. Tentant de gagner la confiance du procureur chargé de l'enquête, Frank manipule le président. Les deux fournissent au magistrat leurs emplois du temps, dont celui du président contient ses rendez-vous chez un conseiller matrimonial. Le conseiller juridique de la Maison-Blanche donne des instructions au conseiller matrimonial pour éviter d'ébruiter l'affaire, ce que le procureur interprète comme une tentative de subornation de témoin. Alors que la commission des affaires judiciaires de la Chambre des représentants engage le processus d’impeachment, le président offre la grâce présidentielle à Tusk en échange de son silence. Tusk soutient dans un premier temps le président. Frank parvient à regagner l'amitié du président, qui refuse finalement d'accorder la grâce à Tusk en signe d'amitié pour Frank. Tusk réplique alors en révélant que le président était au courant des tractations avec la Chine. Celui-ci n'a plus d'autre solution que de démissionner. En tant que vice-président, Frank Underwood lui succède de facto et réalise enfin son ambition suprême : devenir président des États-Unis.

### Troisième saison (2015)
Le 5 février 2014, Netflix a annoncé avoir signé pour la réalisation d'une troisième saison mise en ligne le 27 février 2015 en version originale mais aussi en version doublée française. Deux épisodes de cette troisième saison seront réalisés par Agnieszka Holland.

### Quatrième saison (2016)
En avril 2015, Netflix annonce le renouvellement de la série pour une quatrième saison. L'annonce est accompagnée du message « I Will Leave A Legacy » (Je laisserai derrière moi un héritage).
Elle a été mise en ligne le 4 mars 2016 sur Netflix.

### Cinquième saison (2017)
Le 28 janvier 2016, la série est renouvelée pour une cinquième saison, qui sera diffusée le 30 mai 2017.
La bande-annonce de la saison 5 a été dévoilé le 20 janvier 2017.

### Sixième saison (2018)
Le tournage de la saison 6 débute en octobre 2017. La saison comporte huit épisodes.
Une fusillade se produit en octobre 2017 non loin du lieu de tournage qui est alors bouclé par la police. Il n'y a aucune victime parmi la production.
Peu après les accusations contre l'acteur principal Kevin Spacey, les producteurs annoncent que la sixième saison sera la dernière de la série; la production précisera cependant que ces accusations ne sont pas la raison de choix de l'arrêt de la série. Cependant, en novembre 2021, l'acteur a été condamné à verser 31 millions de dollars à la société de production à l'origine de la série, MRC, qui réclamait des dommages et intérêts en raison des pertes de revenus liés à l'éviction de Kevin Spacey de la série. Ces allégations ont seulement précipité l'annonce de l'arrêt de la série. La production annonce trois séries dérivées pour remplacer la principale, dont une sur Doug Stamper.
Le tournage de la 6e saison est ensuite suspendu et Kevin Spacey est définitivement écarté par Netflix, ce qui rend l'avenir de son personnage (et plus généralement celui de la série) incertain. Deux épisodes ont été entièrement tournés avant qu'aient été émises contre Spacey des accusations de harcèlement sexuel.
Le 27 novembre 2017, alors que le tournage est suspendu, la production annonce que la pause se poursuit durant deux semaines supplémentaires, jusqu'au 8 décembre. Finalement, la production ne reprendra qu'en 2018, pour une sixième et dernière saison de huit épisodes, centrée sur le personnage de Claire Underwood. Les deux épisodes déjà tournés sont supprimés et Kevin Spacey ne participe pas à la 6e saison.
La production reprend le 25 janvier 2018. Le tournage commence le 31 janvier.
Diane Lane est annoncée à la distribution de la sixième saison.
Une bande-annonce est diffusée le 4 mars 2018 pendant la pause publicitaire de la cérémonie des Oscars, annonçant la diffusion de la dernière saison sera proposée l'automne suivant. Le 7 août 2018, le compte Twitter officiel de la série précise la date pour le 2 novembre 2018.
Le 5 septembre 2018, une nouvelle bande annonce révèle le sort du personnage de Francis J. Underwood, qui est mort entre les saisons 5 et 6.

## Autour de la série